# Diósgyőr-Vasgyár
Diósgyőr-Vasgyár vagy a diósgyőr-vasgyári kolónia, a helyiek szóhasználatában Vasgyár, Miskolc egyik városrésze. Létrejötte a Diósgyőri Vasgyár létesítéséhez és fejlődéséhez kötődik. A Diósgyőr-Vasgyár név jelentheti magát a gyárat, a lakótelepet (manapság már inkább ezt), vagy mindkettőt egyszerre.
Az új vasgyár felépítésére vonatkozó állami elhatározás 1867 végén született meg, és a Diósgyőr közigazgatási területére telepítendő gyár mellett Péch Antal már az első tervrajzán is feltüntette a kolóniát, azt a lakótelepet, ahol a gyári dolgozók és családjaik élhetnek. A házakat zömmel vörös tégla falazattal látták el, elhelyezésüknél pedig a legcélszerűbb, négyszöghálós megoldást választották. Az egyenes utcák alkotta, egymást derékszögben metsző úthálózatban a beépítést ikerházas vagy fésűs, kertvárosi jellegű elhelyezéssel valósították meg. A gyári vezetők (tisztek, főtisztek) számára nagyobb, kényelmesebb házak épültek, de a munkások számára tervezett lakházak is a kor általános színvonala fölött álltak. Az építkezés – a gyári munkáslétszám növekedéséhez igazodva – a második világháborúig tartott. Az első időben „gyarmat”-nak nevezett lakótelepen széles körű intézményhálózat is megvalósult. Építettek óvodát és iskolákat, korszerű kórházat, gyógyszertárat, közfürdőt, postát, munkáséttermet, könyvtárat, olcsó beszerzést biztosító kereskedelmi létesítményeket és templomokat. A kolónia már 1900-ban a monarchia legkorszerűbb lakótelepének számított.
A kolónia többször is megpróbált elszakadni Diósgyőrtől, amelyhez közigazgatásilag tartozott, de ez a törekvése nem járt sikerrel, így Diósgyőr-Vasgyár soha nem volt önálló település. Ebben a helyzetben csatolták a kolóniát – Diósgyőrrel együtt – 1945 januárjában Miskolchoz, több környező, Miskolccal gyakorlatilag már összeépült településsel együtt. Ezzel a lépéssel jött létre Nagy-Miskolc. A fejlesztések a szocializmus korszakában is folytatódtak, de az eredeti lakosság az 1960-as évektől kezdett eláramlani a város különböző részein, nagypanelből épülő lakókörzetekbe. A kolónia – újabban ismét ezt a megnevezést használják – állapota a diósgyőri kohászat megszűnése óta folyamatosan romlik, lakossága – nem kevés szociális gondot okozva – cserélődik. A házak állaga – a karbantartás és a gondoskodás elmaradása miatt – egyre rosszabb, több bezárt, magára hagyott egyéb létesítménnyel együtt. Mindazonáltal a lakóházak egy részét (főleg az egykori tiszti lakásokat) tulajdonosaik bővítik, korszerűsítik, de szabályozás híján ezek az átalakítások nem igazodnak az adott ház, illetve a kolónia általános stílusához. Pedig a kolónia, az egykori minta-lakótelep – építészeti értékeit tekintve – védelemre szorulna, ehhez azonban az elhatározás egyelőre hiányzik.

## Vasgyár létesítése Diósgyőr és Miskolc között

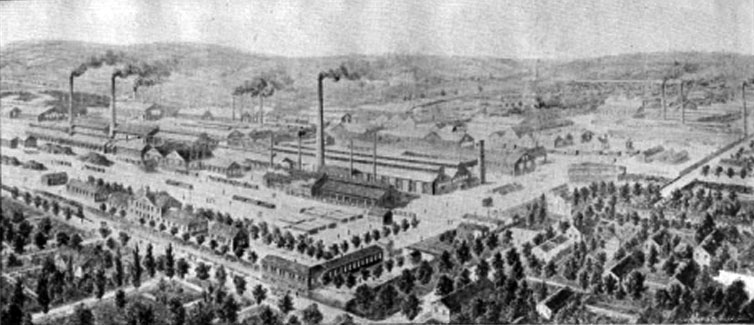
A vasgyár 1900-ban

Ipari léptékű vaskohászattal Fazola Henrik kezdett el foglalkozni a környéken, aki 1765-től vashámorokat telepített a Garadna és a Szinva patak völgyében, Ómassa, majd Újmassa térségében. Első kohója 1772-ben kezdte meg működését, majd fia, Fazola Frigyes 1813-ban új nagyolvasztót épített Újmassán. Itt 1867-ig folyt a termelés, de a megnövekedett igényekhez képest kis kapacitás és a lassan elavuló technológia miatt új gyár telepítésére volt szükség. Az erre való elhatározás 1867 végén érlelődött meg a pénzügyminisztériumban, miszerint egy „kizárólag vassínek és hozzá való kapcsolószerek gyártására berendezett vasgyár létesíttessék”. A környék adottságainak figyelembe vételével, a lehetőségek feltárásával megbízott Péch Antal egy Diósgyőr és Miskolc közötti helyszínt javasolt, amely kincstári tulajdonban volt. 1867. november 30-án Lónyay Menyhért pénzügyminiszter „az új vasgyár műszaki keresztülvitelével” Glanzer Miksa bányatanácsost bízta meg, aki 1872-ben így indokolta a javaslatot: „… legalkalmasabbnak ajánlkozott Diósgyőr, az ország közepén feküdvén, a vasúti hálózatnak legnagyobb összecsoportosulásával sőt avval nemsokára összekötve, kifogyhatatlan barnaszén telepek közelébe, jó indulatú és az ellentét által nehezen bevethető vidéken és tősgyökeres magyar nép közepette, termő talajon oly előnyöket nyújtanak, hogy a helyiség választása kétséget nem szenvedhetett…”. Mindazonáltal az elhelyezésből fakadóan a későbbiekben gondok adódtak (a megerősödött Vasgyár le akart válni Diósgyőrről, Diósgyőrnek természetesen ezzel ellentétes elképzelései voltak, majd Miskolc törekedett egyesítésre, Nagy-Miskolc létrehozására).
Egy 1868 májusában készült jegyzőkönyv tartalmazza a tervezett építkezés költségeit, benne az alkalmazottaknak és a munkásoknak szánt lakásokra vonatkozó összegeket is: „… hivatalos helyiségek, hivatalnokok, felügyelők és munkások részére éspedig

bánya részére 49000-, K.
a vasgyár részére 60950-, K. indokoltatik.
A hivatalos helyiségek, a hivatalnokok, felügyelők és munkások lakásainak felépítésére, az utolsók azonban tekintve azon körülményt, hogy a legtöbb munkások Diósgyőrt és Miskolczon lelhetnek kellő lakást, a legszükségesebbekre szorítva célszerűnek találtatott.”
Az új vasgyár építése 1868-ban kezdődött el, és a beruházás kétmillió forintos befektetéssel valósult meg. Már a gyárépítés elején megkezdték a lakóházak építését, és kiépítették a vasútvonalakat Lyukóbánya és Pereces irányába. 1870-re elkészült a nagyolvasztó, az acélt kavaró eljárással állították elő, és 1871-ben termelni kezdett a „hengerde”.

## A „gyarmat” építése

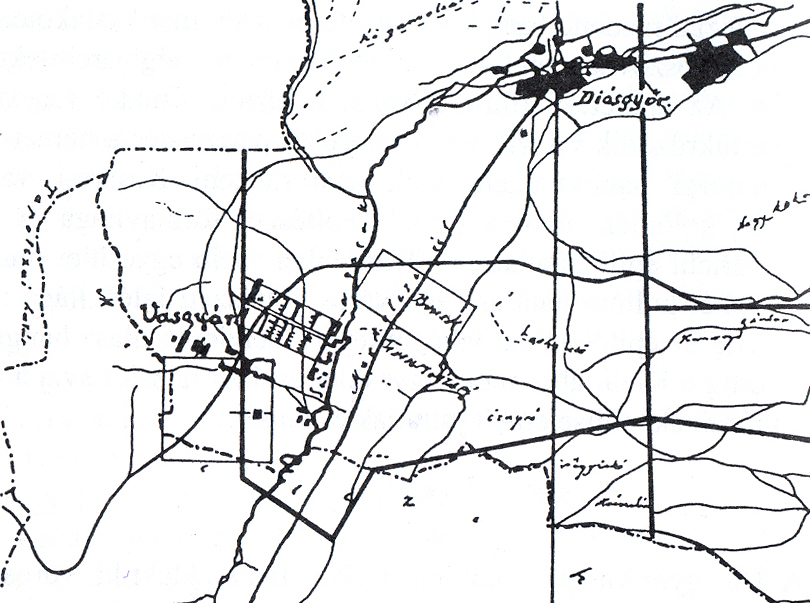
Péch Antal telepítési rajza 1867-ből

A diósgyőr-vasgyári kolónia megnevezésére eleinte a gyarmat kifejezést használták, később inkább a kolónia terjedt el. Valójában mindkét kifejezés idegen területen létesített települést, ebben a vonatkozásban pedig nagyüzemi lakótelepet jelentett. Az 1945 utáni években – egészen a rendszerváltásig – a lakótelep volt az elfogadott, azóta ismét a kolónia elnevezést használják.
Glanzer Miksa írásaiból tudjuk, hogy a munkáslakások kérdését kezdettől igen fontosnak tartották, és ennek érdekében 1853-ban Mülhausenben társulat alakult. A társaság a lakások építésén kívül célul tűzte ki „egy nagy étkezési terem, kenyérsütőház, mosó-intézet, széles fasorokkal beültetett utak, csatornák stb. építését is”. A munkáskolónia kialakítására vonatkozó elképzeléseket nagyban befolyásolta az 1867-es párizsi világkiállításon bemutatott munkáslakás-koncepció, ami nagy visszhangot váltott ki itthon is. Már ezelőtt is nagy ütemben folytak az építkezések, és 1886 végén már 800 ház állt készen. A felépített házak egy- vagy kétemeletesek voltak, és négy–négy lakást tartalmaztak. „A házak alatt pincze és élelmezési kamra létezik, a ház azonkívül egy kerttel van körülvéve. Minden egyemeletes házban következő helyiségek vannak. Földszinten egy nagy szoba, mely szükség szerint két részre osztható, és egy konyha, az első emeleten 2 szoba, egy harmadik szoba pedig a tető alatt rendezhető be. Nagy kényelmet nyújt a munkásoknak egy jól és kellőkép felszerelt fürdő és mosóház.” A jó szociális ellátásra való törekvés jegyében egy „nagy terem 250–300 gyermeket, 3 és 6 év között, vesz fel azon kívül két elemi iskola építtetett a város által a munkások városnegyede közelében. A nőtlen munkások részére egy bútorozott szobákat tartalmazó ház épült. Orvosok hetenként többször rendelnek, azon felül irgalmas nénék laknak a munkások negyedében a betegeket ápolandó. Egy terjedelmes könyvtár is áll a városrész közepén.”

### Az építés korszakai
A vasgyári kolónia építése során négy jól megkülönböztethető időszakot tartanak nyilván:
1. Az első épületek építésének időszaka (1868–1877)
2. Az intézményhálózat kiépítése és a lakótelep építése a Szinváig (1878–1908)
3. A „száz ház” építése (1909–1914)
4. A két világháború közötti építkezések (1914–1944)

#### Az építkezés első szakasza (1868–1877)

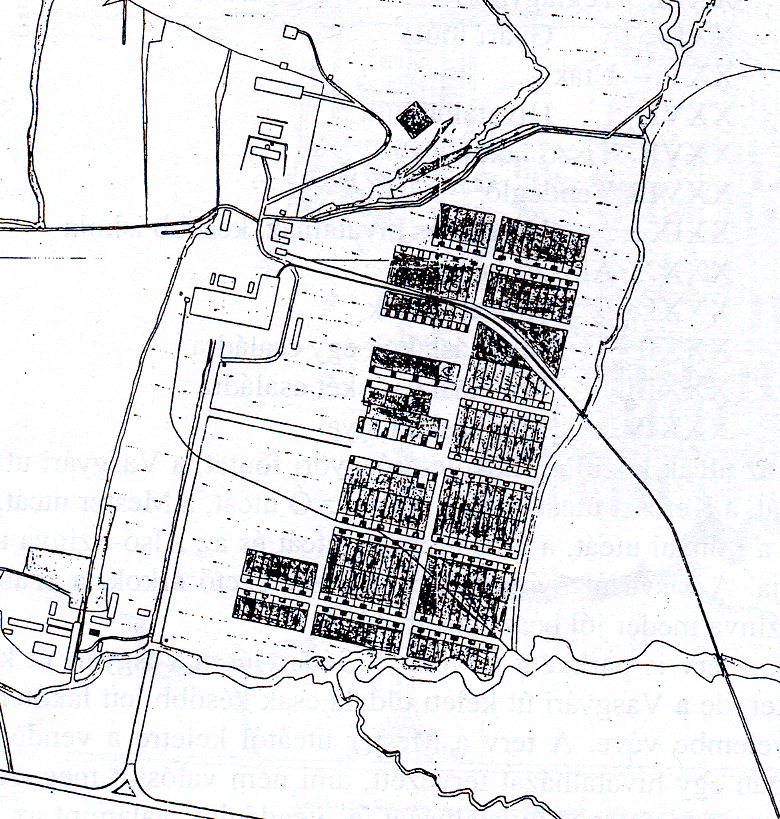
A kolónia térképe 1873-ból

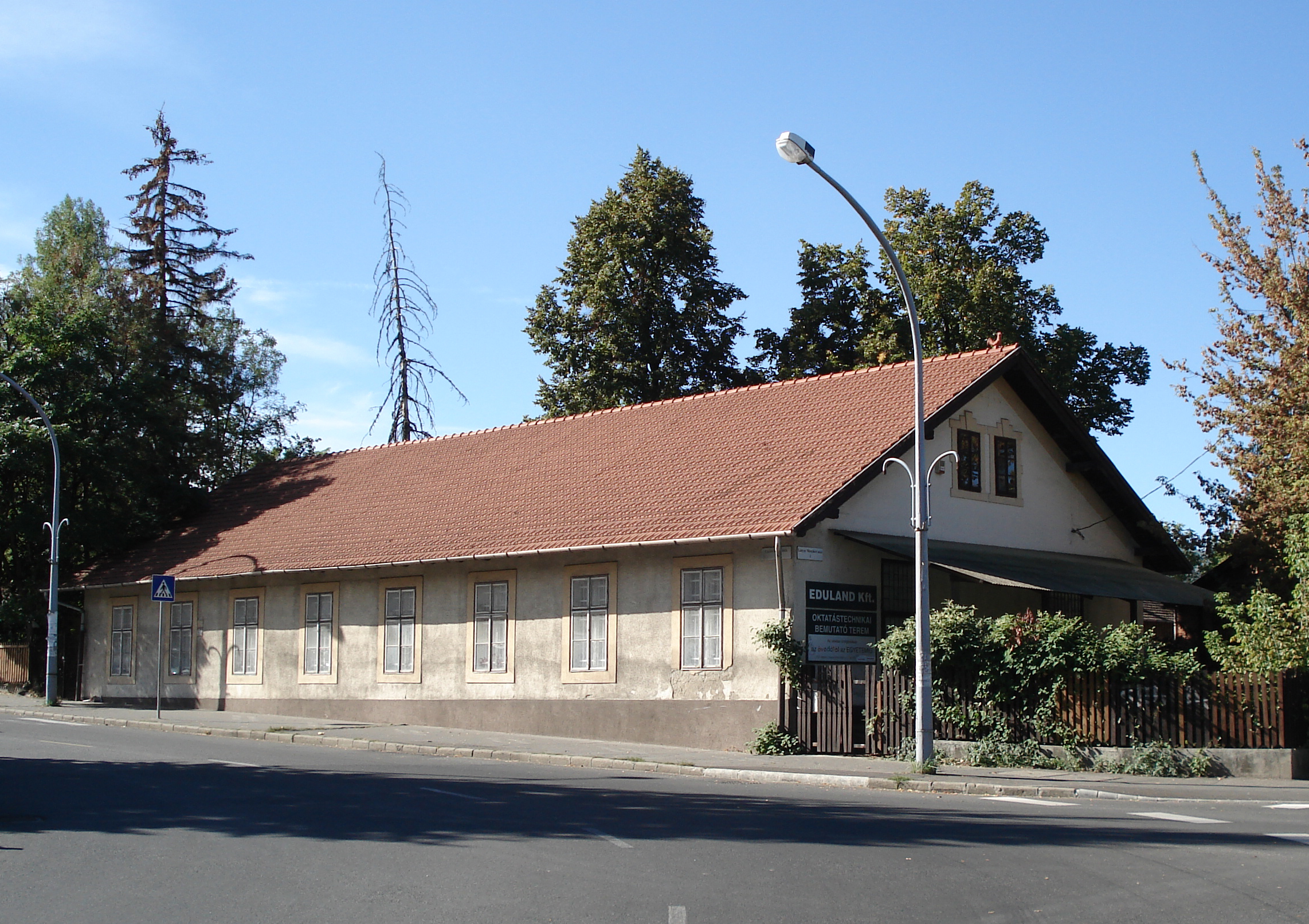
Az egykori ideiglenes hivatalház (később iskola, majd lakóház)

Az első, Péch Antal által 1867-ben készített telepítési rajzon már szerepelt a lakótelepi rész megjelölése is. Az 1873-ban, Hilbert Leó által rajzolt térképen határozottan megjelent az „Új vasgyári belsőtelek”, ami voltaképpen a kolónia építésének első ütemét tartalmazza. Az első igazán részletes tervrajz készítője nem ismert, 1870-ben készült, és az 1868–1869-es állapotot rögzíti. A terv átlátható, logikus elrendezésű, jól megtervezett szerkezetű, kertvárosias lakókörzetet mutat. Az egymásra merőleges utcákat szalag- és téglatelkek alkotják, és a háló gerincét a Közép utca (mai neve Ballagi Mór utca) adja, rá merőlegesek az Ó, a Vasút, a Gyár, a Lónyay, a Felső- és az Alsó-Szinva utcák. A lakótelep a vasgyártól nyugatra és északra terült el. A térképen kijelölték a vasgyári temető helyét is.
Az építkezések azonban nem gondok nélkül kezdődtek. Egy Glanzer által írt jelentésből tudni, hogy az építési anyagok gyakran erős késéssel érkeztek, bár a terep előkészítése, az árkok kiépítése jól haladt. Mennyiségileg nem volt kielégítő a vöröstégla-gyártás, ami miatt még az is felmerült, hogy eltekintenek a tervek szerinti vörös téglás építkezéstől. A téglahiány miatt az ideiglenes hivatalházat és az „építési kunyhót”, amely a felügyelő személyzet irodáit és lakásait tartalmazta, kőből, és csak részben téglából, illetve (az utóbbit) fából építették fel. A nyolcablakos, földszintes épület ma is áll a Lónyay Menyhért–Gózon Lajos utcák sarkán (később iskola, majd lakóház lett). Gondot jelentett a megfelelő színvonalú munkáslétszám biztosítása is, minthogy a térségben más nagyobb beruházások is folytak. 1868 nyarán a munkáslétszám „…állt 11 felügyelőből és mesterből, 51 kőművesből, 68 ácsból, 4 kovácsból, 4 asztalosból, 208 napszámosból és téglaverőből, 48 kőtörőből, összesen 396 főből”.
1868 és 1871 között felépült a Mester utcában 13 egyszobás munkáslakás, valamint a Lónyay utcában egy bányavéd-lakóház. Az első épületek vályogfalúak voltak, a következő tíz azonban már téglából épült, mind zsindelyfedéssel. Az első ikerház 1868–1869-ben épült, a Lónyay és a Közép (ma Ballagi) utca sarkán. A lakásokban egy-egy szoba, konyha és kamra volt. Már az első évben felhúztak három ideiglenes tiszti lakóházat a Lónyay utcában, három, illetve négyszobás kialakítással. 1868-tól évente három altiszti lakás épült, ezek kétszobásak voltak. Hamar kiderült azonban, hogy a munkáslakások túlságosan kicsik, ezért a pénzügyminisztérium engedélyével nagyobbakat építettek. 1871 végére összesen 841 épület készült el.

#### Az intézményhálózat kiépítése, a lakásépítés folytatása (1878–1908)

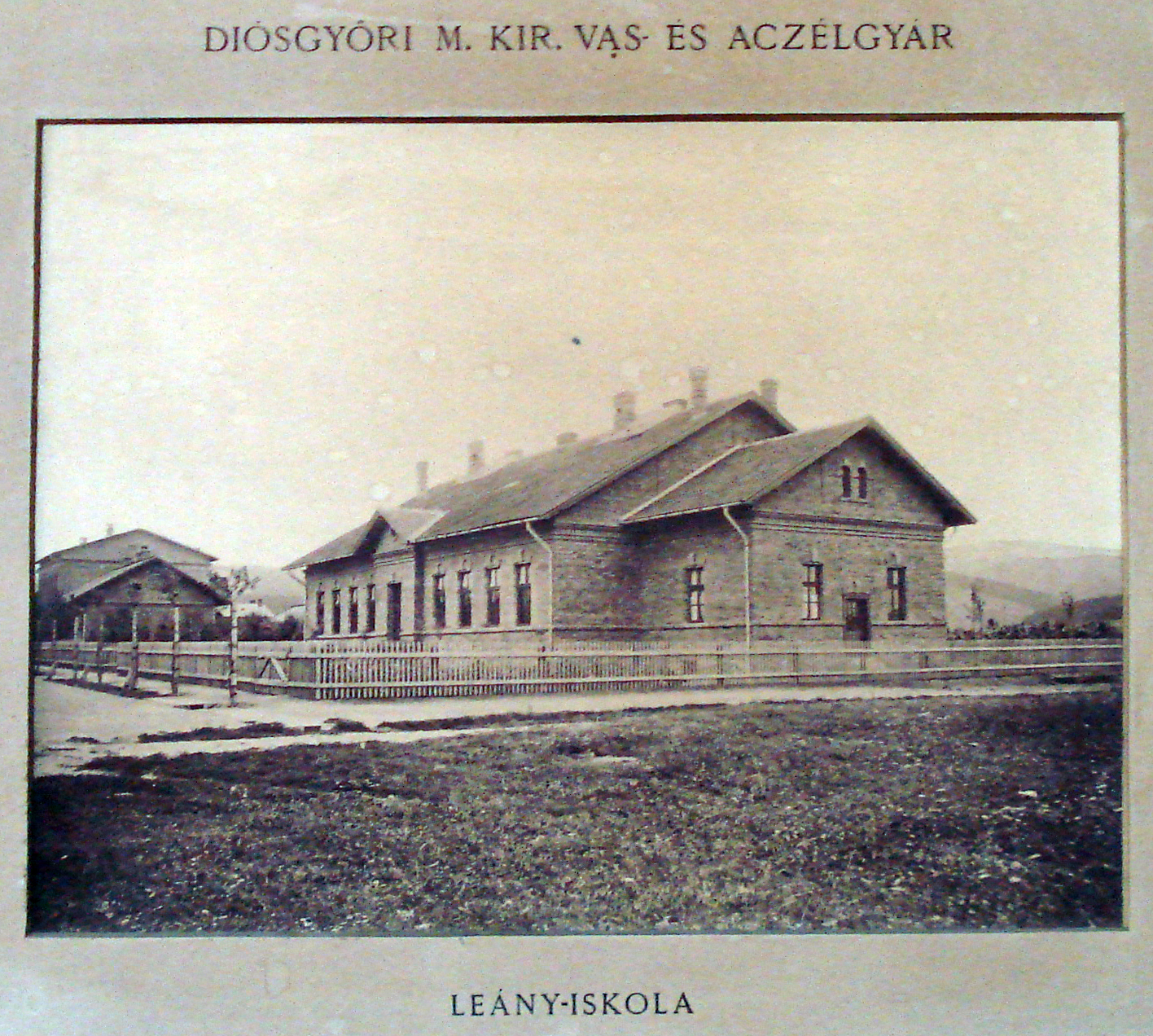
A lányiskola korabeli fotója

Az építkezéseken közreműködőkön kívül a vas- és acélgyárnál 1230 ember dolgozott, és a munkásállomány állandósítása érdekében a gyár további építkezéseket határozott el. 1884-ben kezdődtek a katolikus templom környéki munkáslakás-építkezések, melynek során földszintes, félemeletes, tetőtér-beépítéses és emeletes, négylakásos házak épültek. 1887-ben készült el a fiúiskola a Téglagyári utcában, 1895-ben felépült a lányiskola a Kabar utcában. Ugyanebben az évben kibővítették a vendéglőt, és 1000 személyes munkáséttermet létesítettek. Új mészárszék is épült. 1896-ban gőz- és kádfürdőt építettek a mai Gózon Lajos utcában (akkor ez is a Fürdő utca része volt). 1897-ben felépült az „Angyalvár”, amelyet eredetileg hat nős és három nőtlen tisztviselő elhelyezésére szántak (ez lett később a zeneiskola és a rendőrség épülete, ma egészségügyi gondozó). 1898-ban bővítették a vendéglőt, és nyári kerti ebédlőt építettek hozzá („Árnyaskert”). 1899-ben épült a vasgyári kórház a fiúiskola szomszédságában, elkészült a gyógyszertár és a posta-távírda épülete, utóbbiak szolgálati lakásokkal.
1901 elején a Borsod Miskolczi Értesítő ezt írta: „A diós-győri vasgyár terjeszkedik. A diósgyőri vasgyárban sok alkalmazott van, akik Miskolczon, vagy Diós-Győrben laknak. Miután a naponkénti ide-oda utazás sok kellemetlenséggel jár, oda törekszenek, hogy a gyár közelében kapjanak lakást. E végből Jó koma közelében mintegy 25 holdnyi területet megvásároltak s ide fognak építkezni. Összesen mintegy 102 földszintes ház épül, amihez már e tavaszon hozzá kezdenek.” 1902-ben bővítették a fogyasztási szövetkezet („Konzum”) épületét, 1905 és 1908 között folyt a római katolikus templom építkezése, 1908-ban már villamosvonal működött Miskolc és Diósgyőr között. Mindezek mellett számos munkás-, altiszti és tiszti lakást építettek, egyes régebbi lakóházakat pedig korszerűsítettek, illetve bővítettek.

#### A „száz ház” építése (1909–1914)
Az eltelt időben nem maradtak el a fejlesztések sem: 1900-ban bevezették a villanyt a telep házaiba, és az utcákat is villanyvilágítással látták el, valamint bevezették az egyik Szinva-forrás vizét a kolóniára. A lakóházépítés új ütemének szükségessége már a korábbi években megfogalmazódott. A gyári igazgatóság 1908-ban tett kísérletet az újabb építkezési engedélyek, tulajdonképpen a pénzügyi fedezet biztosítására a pénzügyminisztériumnál. Az egyik indok a megnövekedett munkáslétszám, a másik pedig az volt, hogy a több mint 6300 munkásból 5000 a telepen kívül, drága lakásokban lakik. A hatóság drágállta a terveket, ezért nem járult hozzá azok megvalósításához. A probléma súlyát érezve a vezetőség – némileg átdolgozva a javaslatot (bevonva a társpénztár anyagi hozzájárulását is) – 1909-ben megismételte kérvényét. A tervekben száz ház, összesen négyszáz lakással szerepelt, „melyből 76 db lakóháznak 304 lakása egyenként szobát, konyhát és kamrát, 24 db lakháznak 96 lakása pedig egyenként 2 szobát, konyhát és kamrát tartalmaz magában”. A beruházás összköltsége 1 540 800 koronát tett ki. Ezt a javaslatot a minisztérium, személyesen Wekerle Sándor, 1909 augusztusában jóváhagyta. Az építési ütem elején, 1909-ben két főtiszti és egy kettős tiszti lakás, valamint száz négylakásos munkáslakás épült fel, majd 1910 és 1914 között újabb 22 tiszti lakás épült. Az építkezések főleg a Glanzer Miksa, a Mester, a Kabar és a Puskin utcában valósultak meg.

#### Építés a két világháború között (1914–1944)

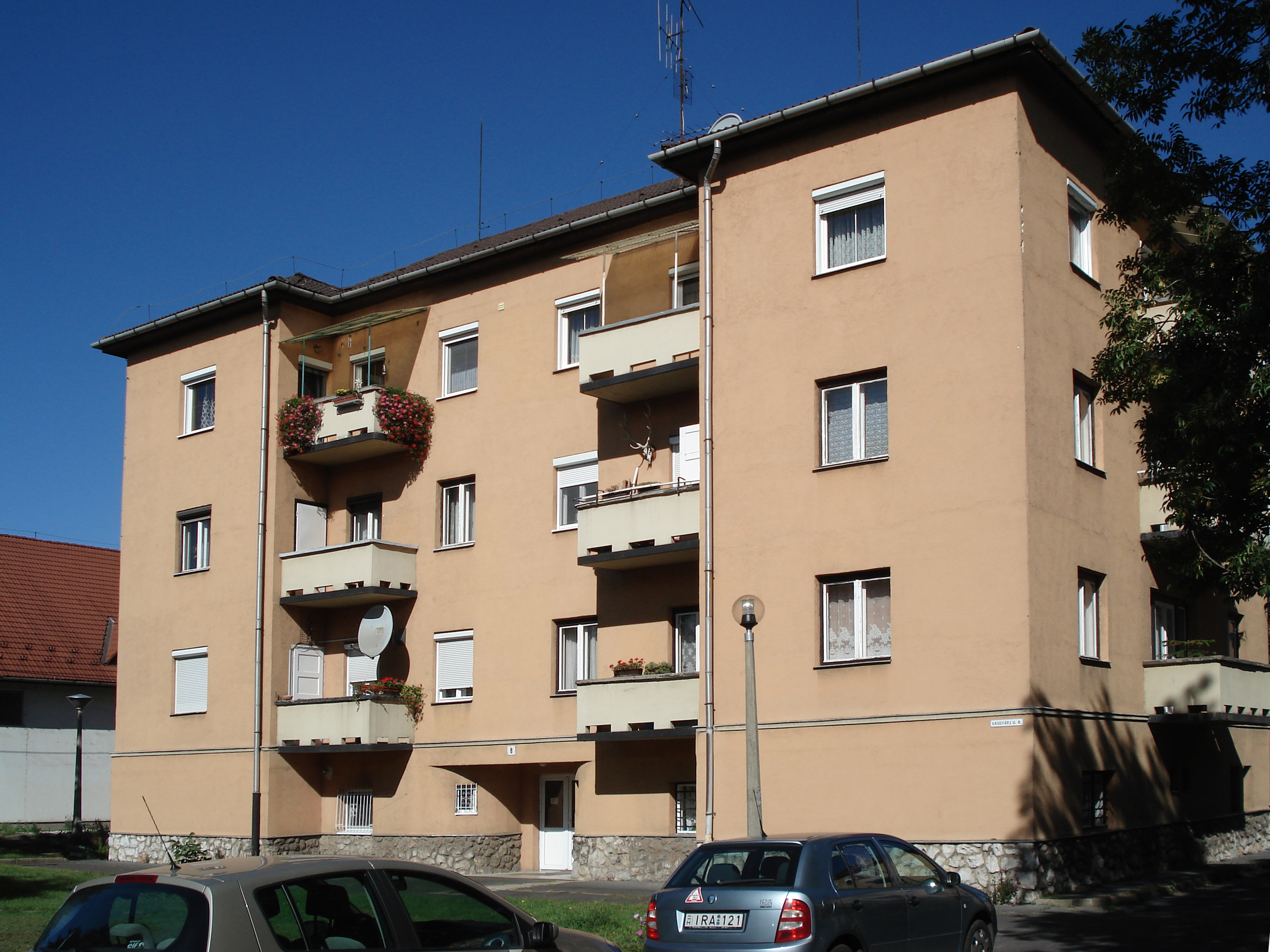
Tisztviselői ház a Vasgyári úton

1919 után épült fel a hét úgynevezett „szovjet ház” az Alsó-Szinva, a Kabar és a Mányoki utcákban, ezt megelőzően, 1914–1915-ben ismét bővítették a vendéglőt. Az 1936 és 1937 közötti időszakban épültek a speciális kialakítású „tüdőbeteg házak”, a betegségben szenvedő munkások és családjaik számára (Vörös L. u.), majd a Kabar és a Bolyai Farkas utcában öt iker munkásház készült. 1942-ben épült a Vasgyári úton, az egykori futballpálya helyén, a négy darab, háromemeletes tisztviselői ház, összesen 28 lakással.

### A kolónia építészete
A 19. század utolsó évtizedének jellemző városépítészeti stílusa az eklektika volt, amelynek főbb jellemzői a szabályosságra, a célszerűségre és a derékszögű beépítésre való törekvés volt. Emellett a munkáskolóniáknál (is) nagy jelentőséget kapott az egységes tervek alapján készült lazább, kertvárosi jellegű beépítés. Az Osztrák–Magyar Monarchia első ilyen elvek alapján épült kolóniája Bécsben valósult meg a 19. század derekán, majd hasonlók épültek még – többek között – Fiumében és Triesztben is.
A diósgyőr-vasgyári „gyarmat” is az eklektika fentebb vázolt szabályait követi (derékszögű utcarendszer, kertvárosi jellegű beépítés). A beépítést természetesen befolyásolták a terület adottságai, a gyártelep, a Szinva és a perecesi keskeny nyomtávú vasút nyomvonala. A kolónia keleti határát az országút, a mai Vasgyári út adta, északon kezdetben ilyen határ volt a Szinva is, összességében a lakótelep a gyártól nyugatra és északra épült fel. A kolónia nyugati határát az 1915-től épülő Ágyúgyár (a későbbi Diósgyőri Gépgyár) adta.

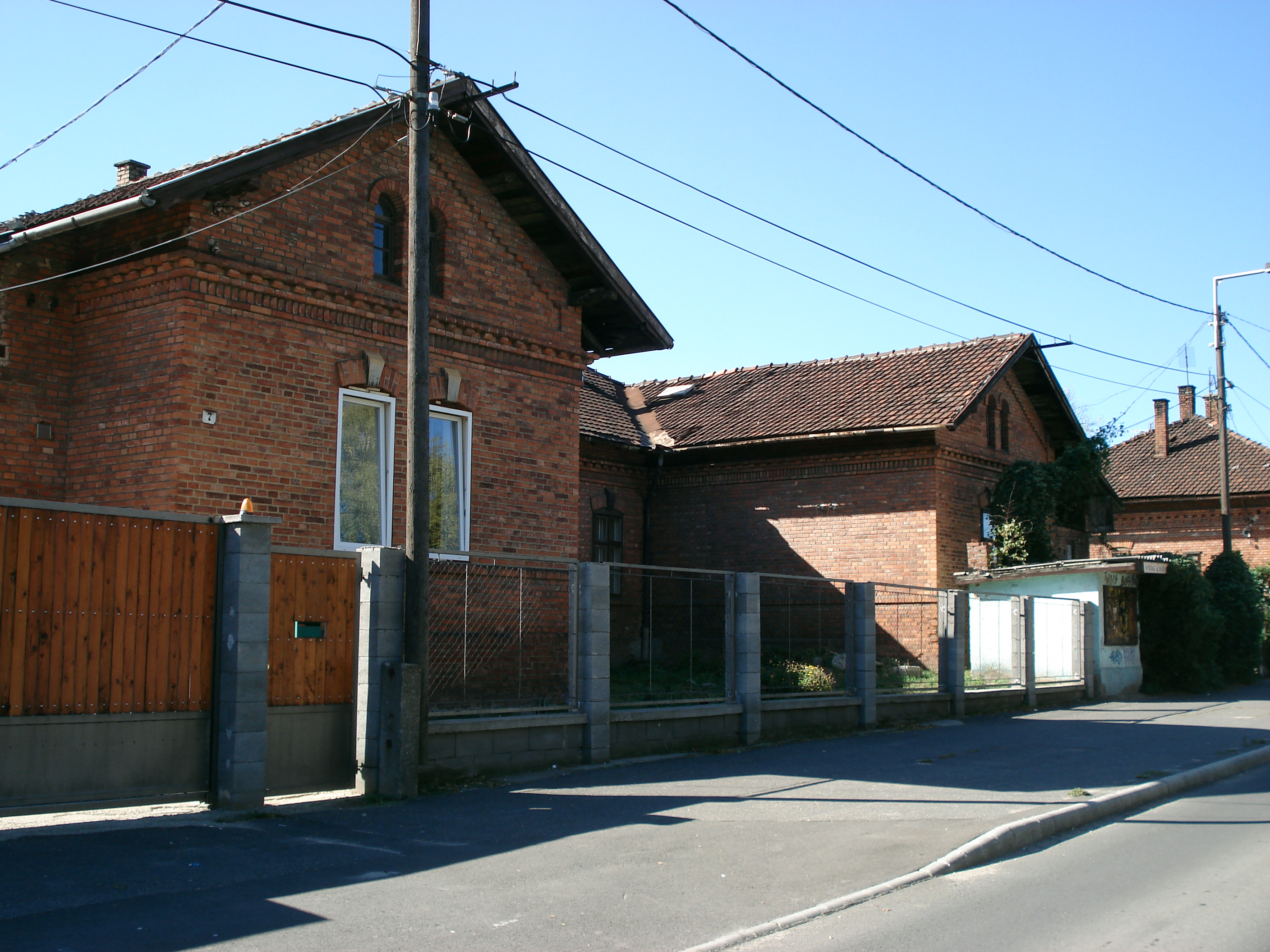
Példa a jellegzetes vörös téglás építkezésre (Lónyay Menyhért utca 7–9.)

A vasgyári kolónia szembeötlő jellegzetessége a vörös téglás architektúra. A magyar építészettörténetben a tégla egészen addig, beleértve a népi építészetet is, nem játszott jelentősebb szerepet, a téglát csak a falszerkezetek kialakításánál használták. Ezzel szemben a kolónia épületeinek 80%-a ebből az anyagból készült. Az építészekről – csekély kivétellel – nem sokat tudni, az azonban jól látható, hogy a kezdetektől „egységes, típustervek alapján felépített rendszerben gondolkodtak”. Emellett azért fontosnak tartották, hogy az egyes épületek – a típustervek ellenére – valamennyire, például ornamentikában különbözzenek egymástól.
A kolónia 1900-ra a monarchia legkorszerűbb lakótelepévé vált. A Pallas nagy lexikona így mutatja be a kolóniát: „Az Osztrák-Magyar Monarchiában létező összes munkástelepek közt a D.-i vas- és acél-gyár munkástelepei tekintendők a legmintaszerűbbeknek. Ezek a telepek ma mintegy 520.000 m², északról délfelé kissé lejtős térségen terülnek el, melyeket széles, egyenes, szép fasorokkal szegélyezett utak szelnek át. A régebbi keletű 124 munkásház mindegyikében 2 lakás van, melyek egyenként 1 szobából, konyhából és kamrából állanak. Minthogy a terület mély fekvése miatt pincék létesítése nem látszott alkalmasnak, a lakóházak mellett megfelelő gazdasági épületeket emeltek. Ezen munkástelepnek legszebb része azonban az új toldalék, amely északra a terep legmagasabb pontján csatlakozik a régi telepítvényhez. E csoport 26 épületének mindegyike 4 teljesen elválasztott lakásból áll. Ezen házak részben egy emeletesek, részben pedig földszintesek és mindegyik negyedháznak, mint a malomházaknak, megvan a maga külön lépcsője, árnyékszéke és gazdasági épülete. A munkásoknak legnagyobb része azonban ma a földszintes házakban lakik. Ezen házak mindegyikében két lakás van, melyeknek viszont mindegyike egy szobából, egy konyhából és éléskamrából áll, a padlásfeljáró közös. Mindegyik lakás területe 102,13 m², ami egy 5 tagú család részére teljesen elegendő. 1898 végén D.-ött volt 219 munkáslakóház 498 család, 28 munkáslakóház 56 munkavezető, 28 munkáslakóház 44 hivatalnok és 2 munkáslakóház nőtlen munkások részére. A D.-ott alkalmazásban álló munkásoknak azonban csak fele lakik jelenleg a most említett házakban, a másik része még mindig a szomszéd falvakban. A vasmű hivatalnokai és állandó munkásai részére 1884. okt. fogyasztási szövetkezetet alapítottak. A társpénztár kórházat tart fönn, mely a telepen lakó főorvosnak van alárendelve. A gyógyszereket és betegpénzek költségeit a társpénztár a vasművel egyenlő részben viseli. A telepnek regáljoga a vasműé és a vasmű vendéglőjével együtt a fogyasztási szövetkezet bérletében van.”
A Diósgyőri Újság 1913-ban így ír a lakótelepről: „Legnagyobb büszkesége Miskolcznak és Borsodmegyének a diósgyőri vas- és aczélgyár, mely az egyedüli része Magyarországnak, hol igazi amerikai gyorsasággal, úgyszólván a szemünk láttára nő és fejlődik minden hatalmassá. Utcái száz évvel előzték meg rendezettség és tisztaság tekintetében Miskolcz utcáit, úgy, hogy minden miskolczi ember irigységgel vegyes reményekkel gondol arra: mikor lesznek Miskolcz utcái ilyen rendezettek. Amikor a Vasgyártelep rendezett utcáin elhalad az ember, önkéntelen is az a megelégedettség hatja át lelkét, hogy a gyár tüzes kohói mellett, idegölő és testet sorvasztó műhelyeiben dolgozó munkásezreknek olyan valamiben van részük, amiért nemcsak a kisvárosi, de még a nagyvárosi ember is méltán megirigyli őket: van rendesen épített, egészséges lakásuk, kis kertjük, ahol munka után igazán édes a pihenés.”
A vasgyári lakótelepet külföldön is ismerték és elismerték. Georges Benoît-Lévy, a francia kertvárosok társulásának alapítója, a kertvárosokról írott könyvében – egyebek mellett – bemutatta a diósgyőri kolóniát is.

## Diósgyőr-Vasgyár jogi és szociális helyzetének alakulása

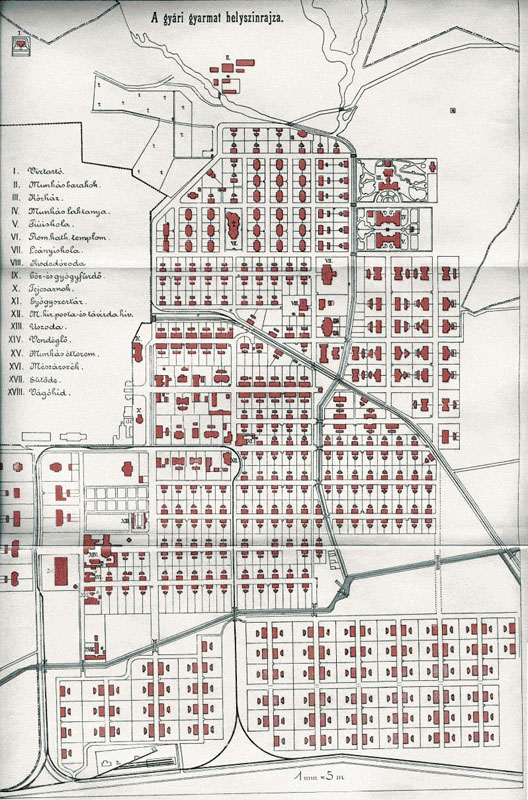
A vasgyári lakótelep térképe 1910-ből

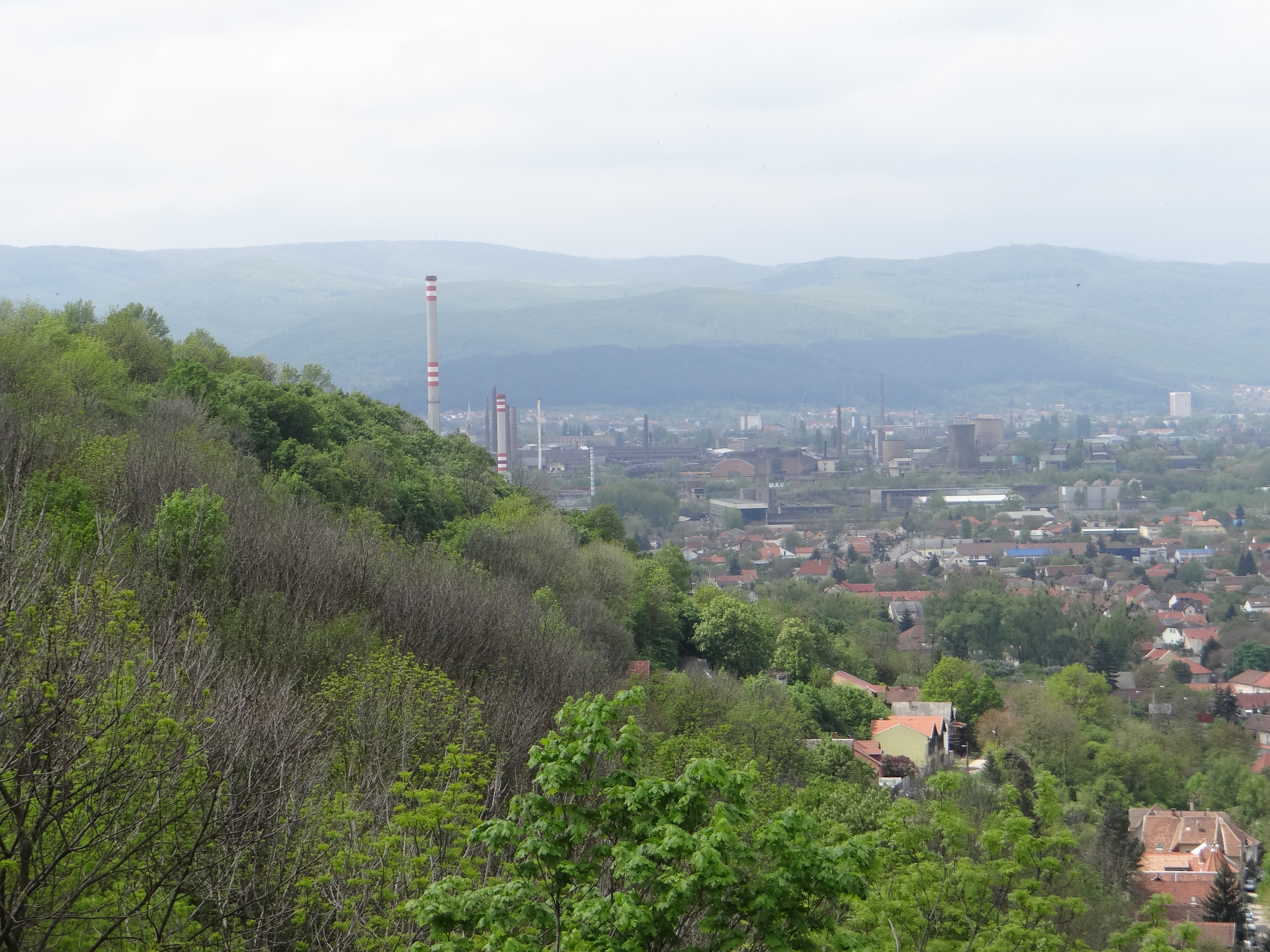
A Vasgyár az Avasi kilátóból

Az 1868-ban, ideiglenesen Vasgyári Gondnokság Diósgyőr néven alapított vas- és acélgyár és a vasgyári kolónia Diósgyőr közigazgatási területén épült. Diósgyőr, amely a korábbi századokban koronauradalmi város volt, majd mezőváros rangot kapott, az 1886-os közigazgatási rendezés után már csak nagyközség volt, és Borsod vármegye alá tartozott. Diósgyőrnek ily módon jól jött a gyártelepítés, mert a befolyó adókból olyan fejlesztéseket tudott, illetve tervezett megvalósítani, amivel lehetőséget láttak a városi cím újbóli elnyerésére. Ezt azért is fontosnak és sürgősnek tartották, mert ismertek voltak Miskolc önállósodási törekvései, azaz hogy rendezett tanácsú városból törvényhatósági jogú várossá szeretne válni.
A vasgyárban azonban más elképzeléseket fogalmaztak meg, amit a következő sorok érzékletesen fejeznek ki: „A diósgyőri m. kir. vas- és aczélgyár a pereczesi bányateleppel együtt Diósgyőr nagyközséghez tartozik. E kapcsolat nem bizonyult áldásosnak, mert a gyár amellett hogy a saját nyilvános épületei építésének és fenntartásának költségeit sajátjából fedezi, továbbá iskoláit, fürdőit, a kórházat és a világítást, valamint a vagyonbiztonsági szolgálatot stb. sajátjából tartja fenn, mégis a községi terhekben teljes mértékben osztozik. Minthogy továbbá Diósgyőr község túlnyomólag földművelő lakosságának érdekei a vas- és aczélgyár alkalmazott és munkás-lakó elemének érdekeivel igen gyakran összeütközésbe kerülnek s végül azon körülményre való tekintettel, hogy a gyártelepen lakó s körülbelül 6000 lélekszámot kitevő munkásosztály ügyeinek elintézését és érdekeinek megvédését a gyárnak Diósgyőr községtől való távolsága igen megnehezíti s minden egyes alkalommal az elvesztett munkaidő folytán elesett bérkereset miatt igen megdrágítja, régi óhaja a diósgyőri gyárnak s az ezzel határos telepek lakóinak a Diósgyőr községtől való különválást és egy külön községgé való alakulást megvalósítani.” Az ilyen gyárvárosok létrehozására már Németországban és Angliában is számos példa volt. Az önállósodási törekvésnek társadalmi okai is voltak. A vasgyári munkások lenézték a diósgyőri, elsősorban mezőgazdasággal foglalkozó embereket, amiből nem ritkán nézeteltérések is kialakultak; „győri paraszt, úgy mondtuk, persze ilyenkor előkerülhetett a bicska is…” – számolt be erről később egy idős munkás.
Diósgyőr-Vasgyár többszöri elszakadási törekvései visszhang nélkül maradtak, minthogy az csupán a helyiek érdeke volt, így Diósgyőr-Vasgyár sohasem volt önálló közgazdasági egység. A kolónia nem integrálódott Diósgyőr, és különösen nem Miskolc társadalmába. A helyiek csak a legszükségesebb esetben, ügyintézés céljából mentek (gyalogoltak) Diósgyőrbe, Miskolcra is csak ritka vásárlásaik alkalmából mentek be (mert a Konzumban, a hús- és a tejboltban stb. gyakorlatilag mindent megkaphattak), volt kórház, volt fodrászat. A miskolciak is úgy tekintettek a kolóniára, mint egy idegen testre a közelben, és úgy jártak oda, mint a turisták, megcsodálni a rendezett városrészt, a villanyvilágítás bevezetésekor pedig a fényárban úszó utcákat.
Ráadásul a vasgyár minden kérdésben maga döntött, olyanokban is, amelyek a környező településekre, magára Miskolcra is kihatottak. Ilyen volt például a normál nyomtávú vasút kiépítése (a vonal ma is megvan), amelynél Miskolc szerette volna a város szerepét erősíteni (a központi pályaudvart a mai belvárosba helyezni), ezzel szemben a vasutat a Ruzsinszőlőn át vezették. Ez a „miskolciak számára egyértelmű üzenet volt a gyárvezetés akaratának előjogairól”. Ugyancsak ellentéteket szültek a különböző meghirdetett álláslehetőségek, amelyeknél a gyár magasabb fizetéseket kínált, így a kolóniára eleve a jobb orvosok, tanítók, gyógyszerészek stb. kerültek.
Miskolc három és fél évtizedes önállósodási törekvései (a város 1848-tól rendezett tanáccsal bíró mezőváros volt és a diósgyőri koronauradalomhoz tartozott) 1909. január 1-jén, Szentpáli István polgármestersége idején értek be: a megyei alárendeltségből törvényhatósági jogú várossá lépett elő. A Nagy-Miskolc elképzelés, azaz hogy a környező településeket (közte természetesen Diósgyőr-Vasgyárt is), amelyek sok szállal kapcsolódtak Miskolchoz, közigazgatásilag kapcsolják a városhoz, már ebben az időben fel-felmerült. Ez megfogalmazott programmá Halmay Béla idején vált, aki már a beiktató beszédében szólt a Nagy-Miskolc gondolat végigviteléről, ami azonban neki és a következő néhány polgármesternek még nem sikerült. Csak 1945 januárjában, Gálffy Imre idején csatolták rendeletileg Miskolchoz Diósgyőrt a Vasgyárral együtt, Hejőcsabát és Tapolcát.
Diósgyőr-Vasgyár ettől kezdve Miskolc része lett, és a gyár a szocialista nagyipar egyik vezető vállalata lett. Ezzel kapcsolatban Miskolcon létrehozták a Nehézipari Műszaki Egyetemet, a technikusképzés szükségessége életre hívta a Vasgyárban a Kohóipari Technikumot az Árok utca 11/b. szám alatt (későbbi Bolyai Farkas u. 10.), és a szakmunkásképzés céljára új ipari tanuló intézet (akkoriban MTH néven emlegették az intézményt, minthogy a felügyeleti szerv a Munkaerőtartalékok Hivatala volt) is épült a Téglagyári utcában, a római katolikus templommal szemben. Az 1960-as években megindultak Miskolc-szerte a nagyipari lakásépítkezések, és a kolóniából sok család költözött el összkomfortos panellakásokba, pedig addig ilyen tendencia nem volt tapasztalható, és helyükre alacsonyabb szocializációjú családok érkeztek. A kolóniával maga a város sem tudott, tud mit kezdeni, a kezdetben még élő helyi és ideiglenes műemlékvédelem védte az épületeket, de ez nem sokáig tartott. Mivel az egyes épületek önmagukban nem képviselnek (műemléki) értéket, megtartásuknak csak egyben, a lakótelep egészének megőrzésében lenne értelme. A védettség hiányában a házak, a kolónia állapota folyamatosan romlik. A tisztviselői házakat a tulajdonosok szabadon, minden szabályozás nélkül alakítják, bővítik, korszerűsítik, míg más, a kevéssé komfortos egykori munkásházak kategóriáján belüli lakások állapota a 2010-es évekre rendkívüli mértékben leromlott. A Szinva melletti, ún. számozott utcák környéke „a város szociálisan egyik leghátrányosabb területe, napi szintű problémákat görget maga előtt”. Elbontása napirenden van, illetve részben megtörtént. 2019-re az itt lévő ingatlanoknak már több mint kétharmadát, közel 190-et felszámolták.

## Közlekedés
Diósgyőr-Vasgyárat a Tiszai pályaudvarról a 2V villamossal és a 21-es (a Szondy György utcáról a 101B-s) autóbusszal lehet megközelíteni. További járatok: az Avasról a 29-es busz, és a 39-es busz az Újgyőri főtérről a 9-es, a 19-es és a 68-as busz jár be.

## A kolónia épületei

### Jellegzetes lakóháztípusok
A vasgyári kolónia lakóházai típustervek alapján készültek, többnyire vörös tégla homlokzattal, de a tervezők törekedtek a változatosságra, így az épületek nem mutatnak egyhangúságot.
- Munkáslakások. Munkáslakásokat már a gyárépítés kezdetétől építettek. Az első házak gyakran vályogból készültek és nagyon kicsik voltak, ezért hamar nagyobb és téglából épített házakra váltottak. A munkásházak csaknem kizárólagosan ikerházak, zömmel földszintesek voltak, ritkábban tetőtér-beépítéssel, illetve egyemeletesnek készültek.
  - A legrégebbi földszintes ikerházak két lakást tartalmaztak, és vakolt fallal készültek. Padlás és melléképület tartozott a házhoz.[43]
  - Az egyszobás ikerházak szintén két lakást tartalmaznak, homlokzatuk vörös téglás, és nagyobb alapterületűek az előbbiektől.[43]
  - A kétszobás vörös tégla ikerházak konyhát, két lakószobát, kamrát, WC-fürdőszobát tartalmaznak. Padlás és melléképület itt is van.[44]
  - A háromszobás ikerházak a szobaszámtól eltekintve hasonlóak az előző kategóriához.[44]
  - Négylakásos, egyszobás házak is épültek, ezek szoba, konyha, előszoba kialakításúak.[44]
  - Négylakásos, kétszobás házak (két szoba, konyha, előszoba, padlás, melléképület).[45]
  - Négylakásos, tetőtér-beépítéses házak (szoba, konyha, WC, tároló, tetőtéri szoba, padlás).[45]
  - Négylakásos, emeletes házak (szoba, konyha, WC, tároló, emeleti két szoba).[45]
  - A jellegzetes magastetős, ún. „szovjet házak” onnan kapták a nevüket, hogy a Tanácsköztársaság alatt épültek 1919-ben. Kétlakásos, ikerkialakításos kivitelben épültek, tervezőjük nem ismert (MISTERSTOBBE jelszó szerepel a terveken, ami talán Stobbe Ferenc nevét rejti, mert az ő beceneve volt „Mister”). Ezek a házak az Alsó-Szinva, a Mányoki Ádám és a Kiss Ernő utcákban épültek.[46]
  - A „tüdőbeteg házak” a Vörös utcában épültek Veszely Géza tervei alapján. A lakások két szoba konyhásak, és az egyik szoba külön bejárattal rendelkezett, ebben lakhatott a beteg.[47]
  - A tisztviselői házak 1936-ban épültek, vakolt fallal (Vasgyári út 2–8.). A négy háromemeletes ház egyenként hat három szoba-hallos lakást tartalmazott, ezen kívül a földszinten egy garzonlakás, két garzonszoba, mosókonyha, légóhelyiség és tüzelőtároló volt.[48]

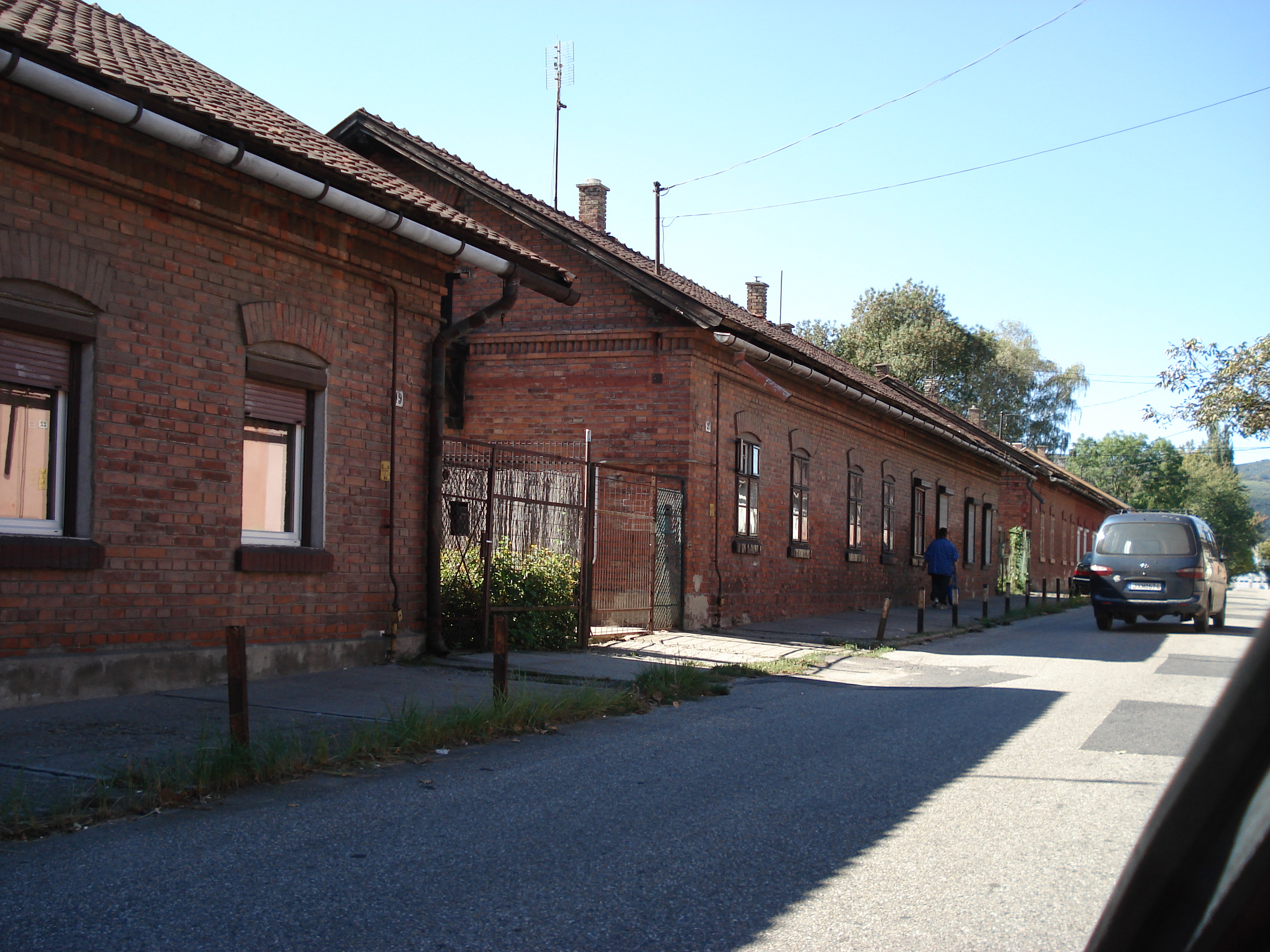
Iker munkáslakások a Kerpely Antal utcán
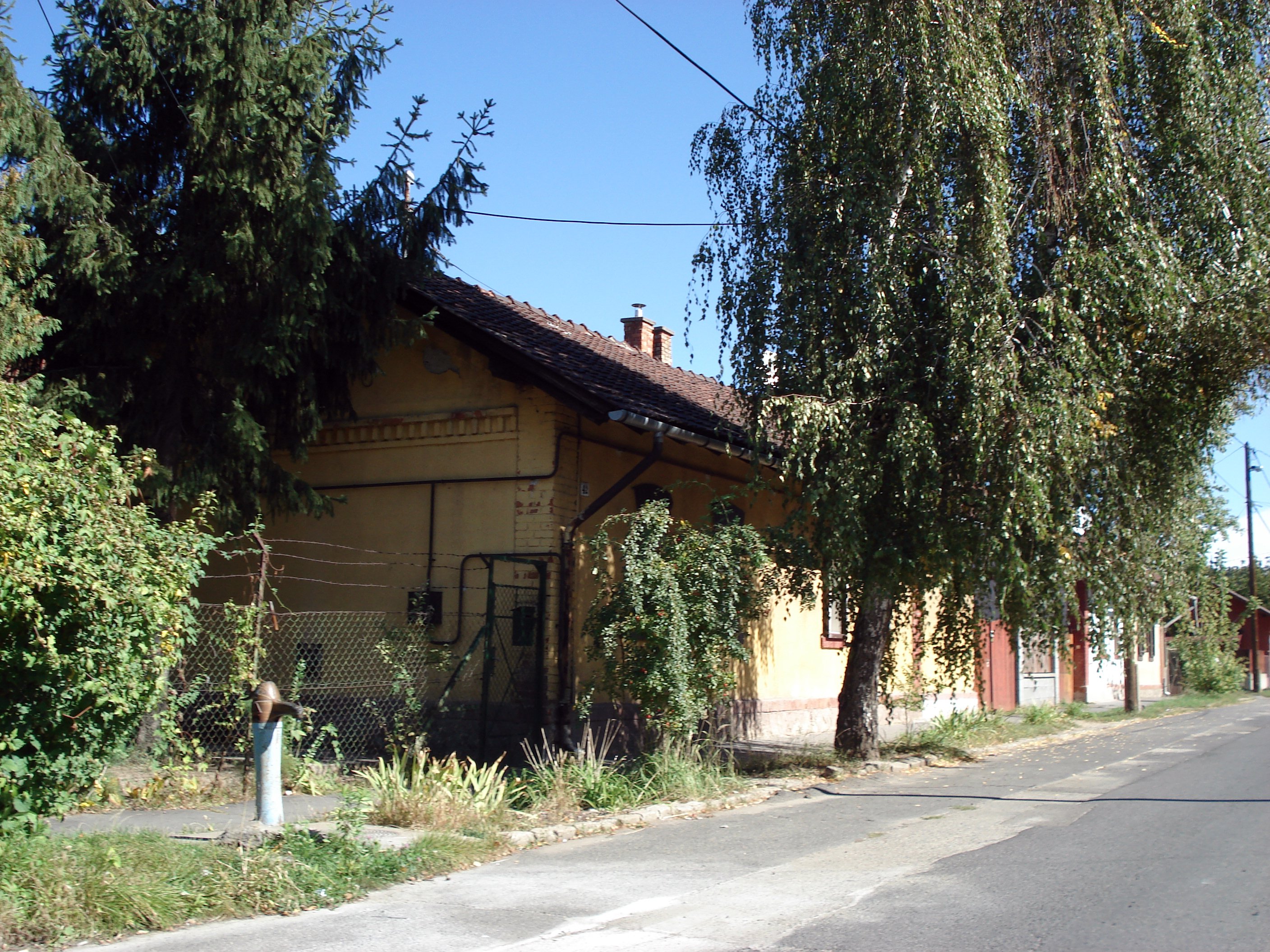
Munkáslakások a Lónyay Menyhért utcán
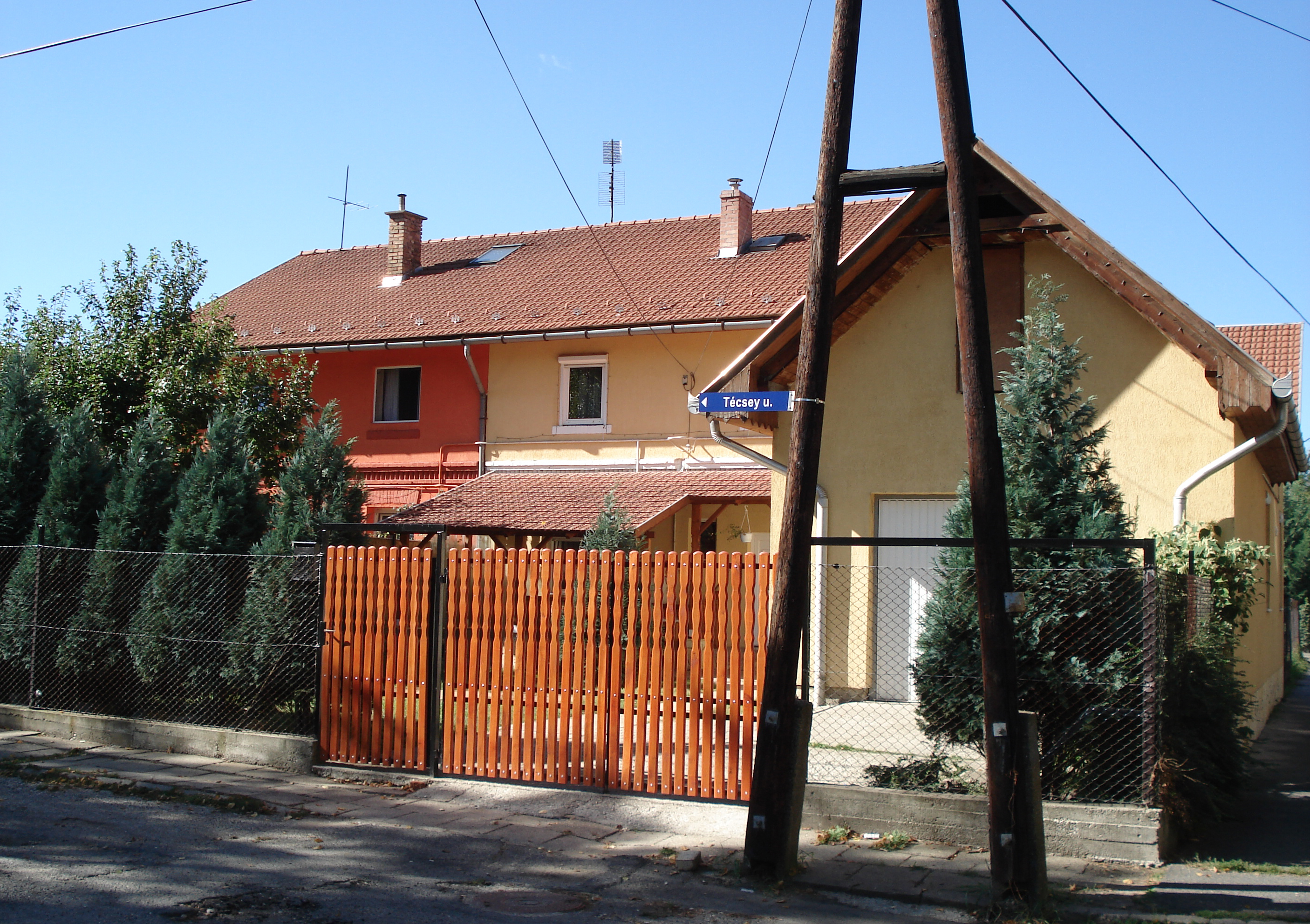
Emeletes munkáslakások a Técsey Ferenc utcán
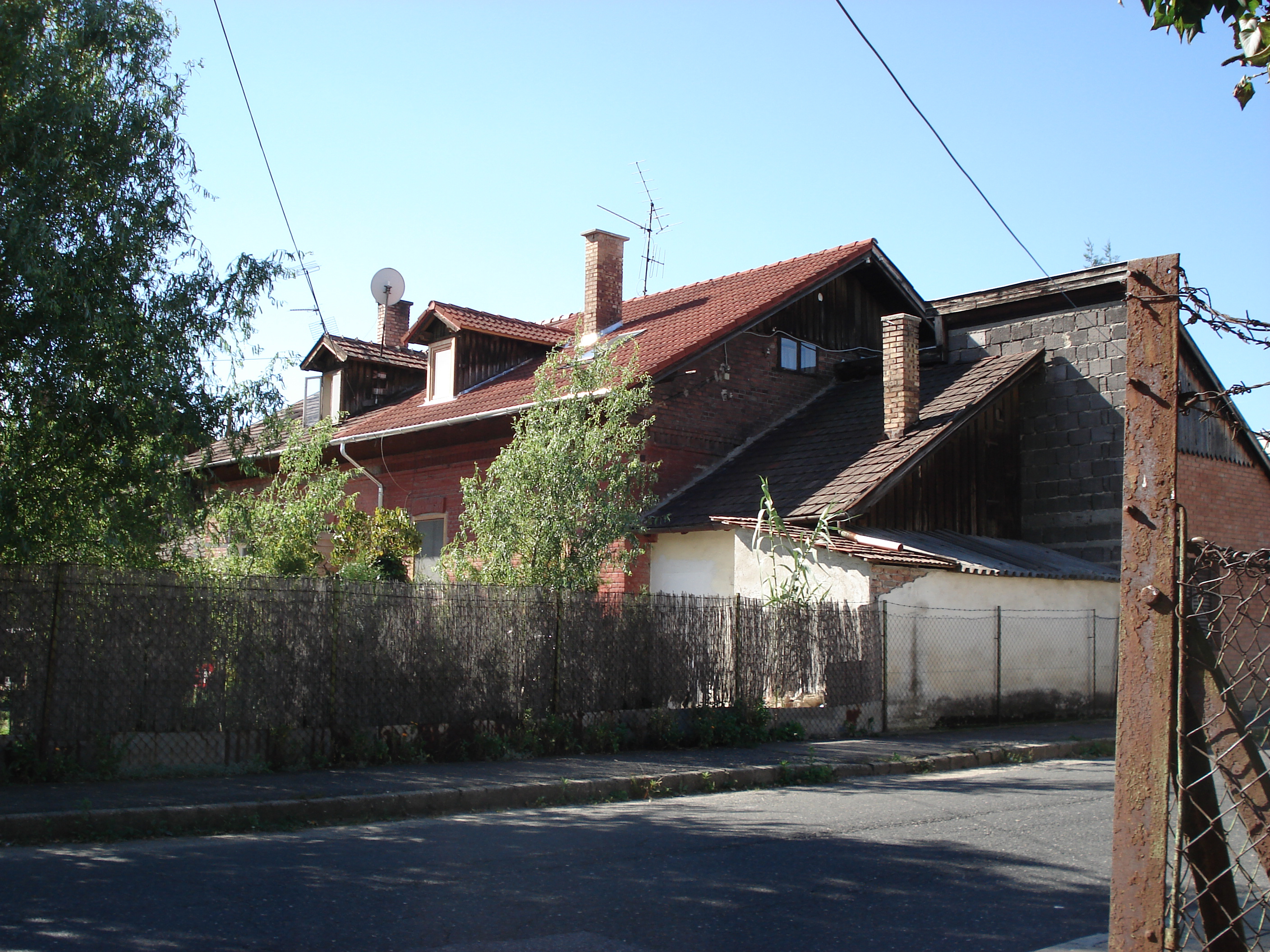
Tetőtér-beépítéses munkásházak a Jedlik Ányos utcán
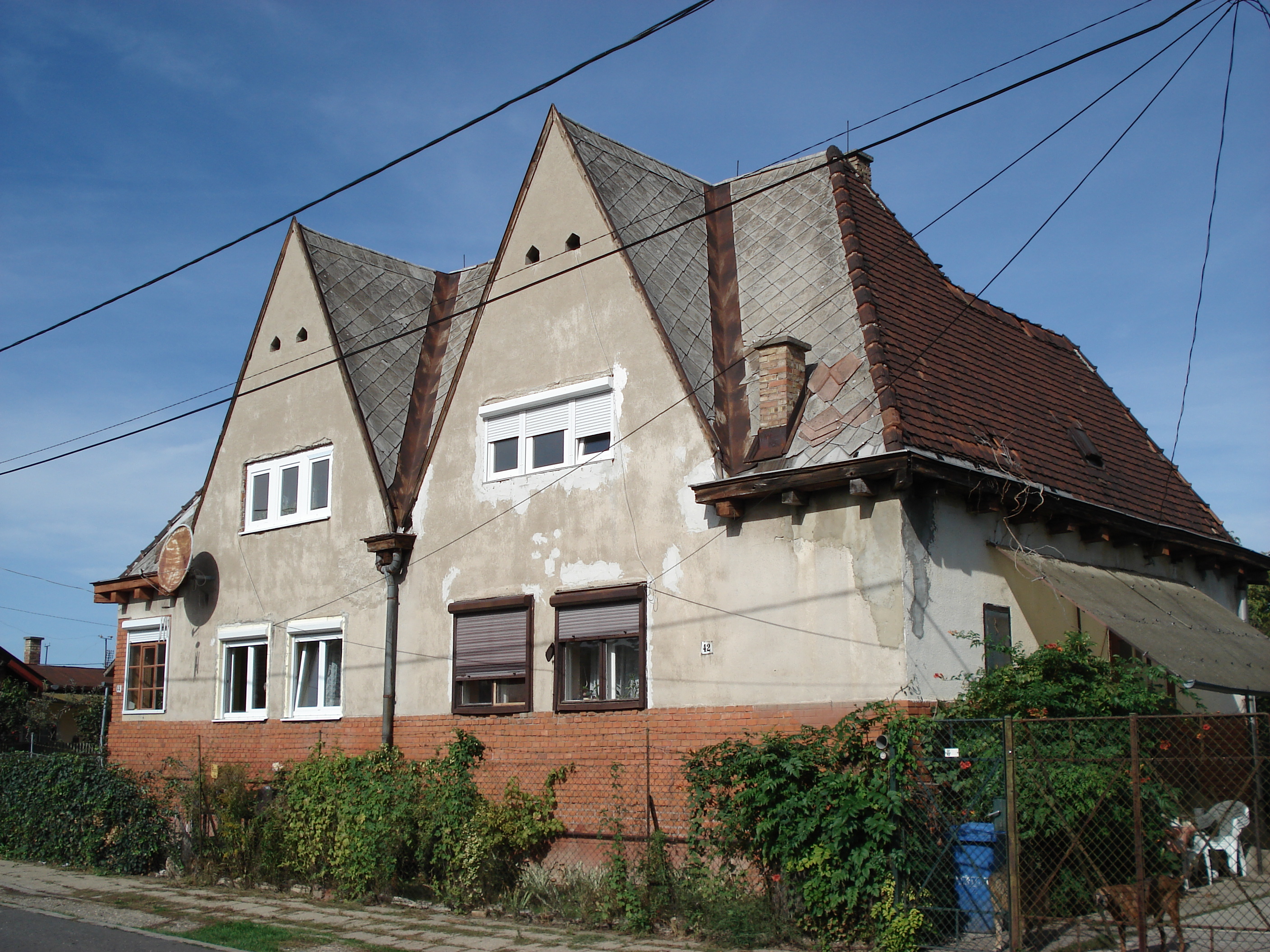
„Szovjet ház” a Mányoki Ádám utcában

- Főtiszti és tiszti lakások. Ezek a házak a gyár vezetői állománya számára készültek. Kisebb részük egy, zömük kétlakásos ikerház. Főleg a Vasgyári, a Lónyay, a Fürdő, a Kerpely, a Kabar, a Mester, a Pléh Sándor, a Glanzer Miksa és a Jedlik Ányos utcákban épültek. Majdnem mind téglaburkolattal készült, csak az 1911 utániak épültek tégla és vakolat kombinálásával.[49]
  - A Kabar utca 6–8. alatti épület mai alakját 1901–1902-ben kapta, mert eredetileg ideiglenes lányiskola volt. Az átalakítás terveit Szvetlik Mátyás készítette, aki egy négylakásos tiszti lakházat alakított ki benne. A lakások két–háromszobásak voltak, konyhával. A szimmetrikus épület vörös téglából készült.[50]
  - A Vasgyári út 39. számon található főtiszti lakóház 1909 körül épült. Az eredetileg földszintes épületet Szvetlik Mátyás tervezte, vörös tégla homlokzattal. Az épületre az 1910-es években emeletet építettek.[51]
  - Az „Angyalvár” a Kabar és a Mester utcák sarkán áll, és 1897-ben épült hat nős és három nőtlen tisztviselő részére. Elnevezésével kapcsolatban csak találgatások vannak. Az egyik megfejtés szerint a nevet a római Angyalvár után kapta, minthogy 1928-tól az épület egy részében a rendőrség működött, amely fogdát is működtetett a házban. Másik elképzelés szerint azok a tanítónők és óvónők voltak a névadók, akik az épületben laktak, és a szomszédos lányiskolában és óvodában dolgoztak. Az épület szimmetrikus kialakítású, vörös téglás, a belső homlokzaton fafaragással díszített függőfolyosó fut végig. Az épület északi részén évtizedekig (nagyjából az 1960-as évekig) rendőrőrs működött, míg a nagyobb részét az 1950-es évektől az Erkel Ferenc Zeneiskola foglalta el. Ma gondozóotthon van a házban.[52]

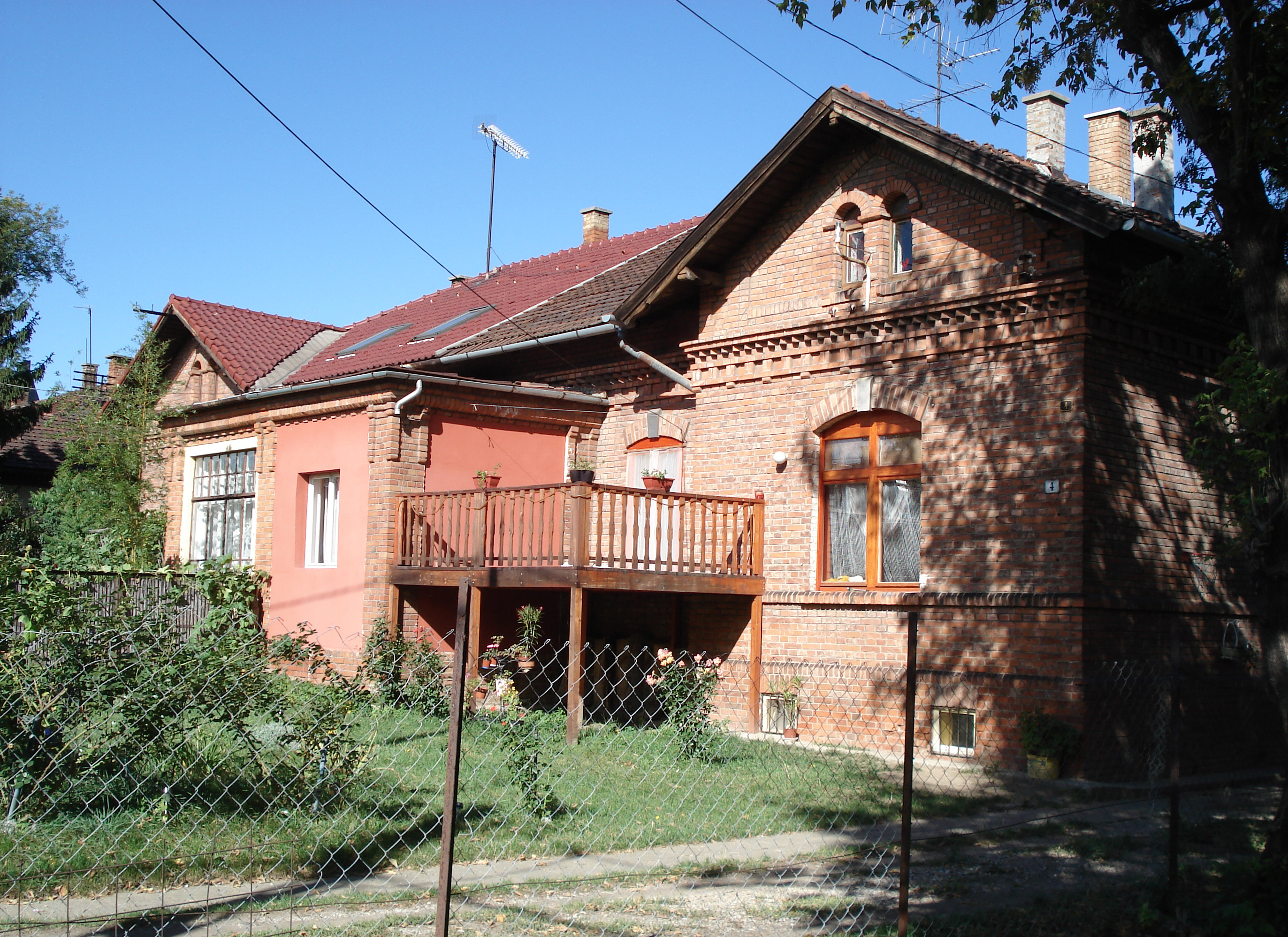
Tiszti lakház, Lónyay Menyhért utca 4–6.
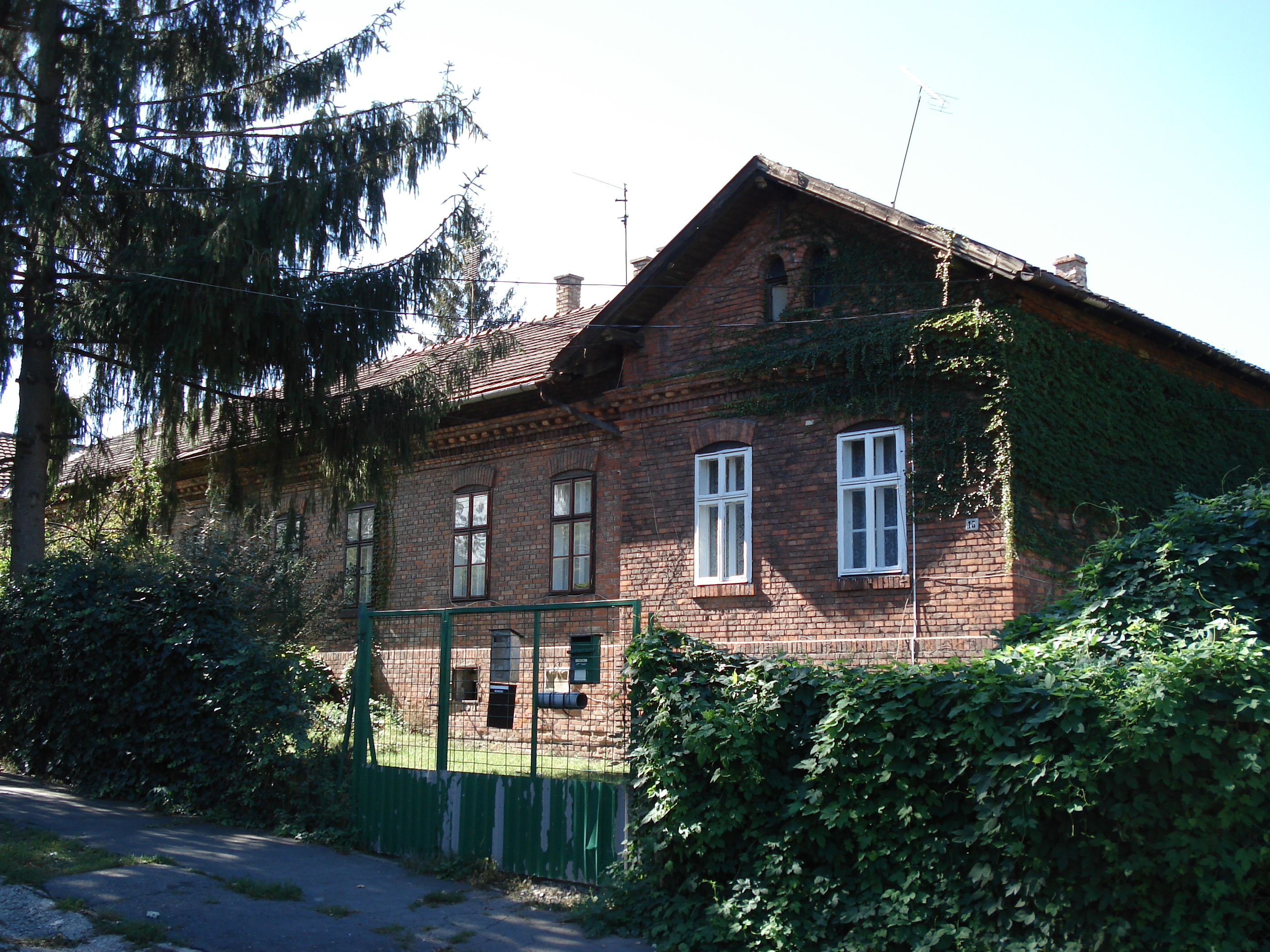
Tiszti lakház, Pléh Sándor utca 7.
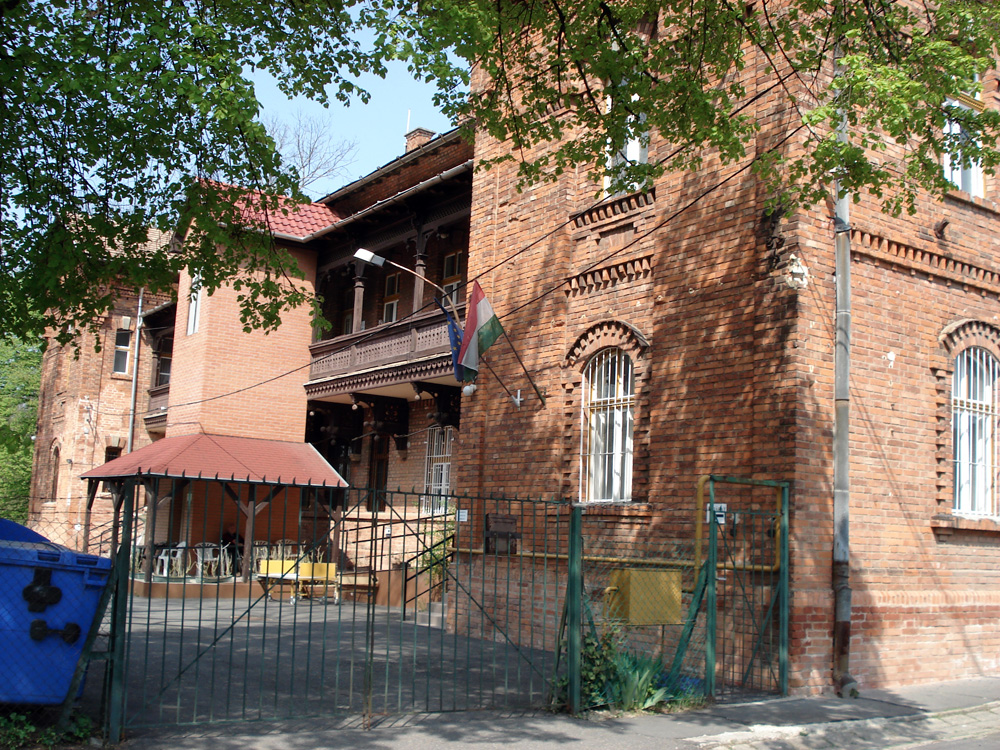
Az „Angyalvár” (a középső liftház újabb építésű)
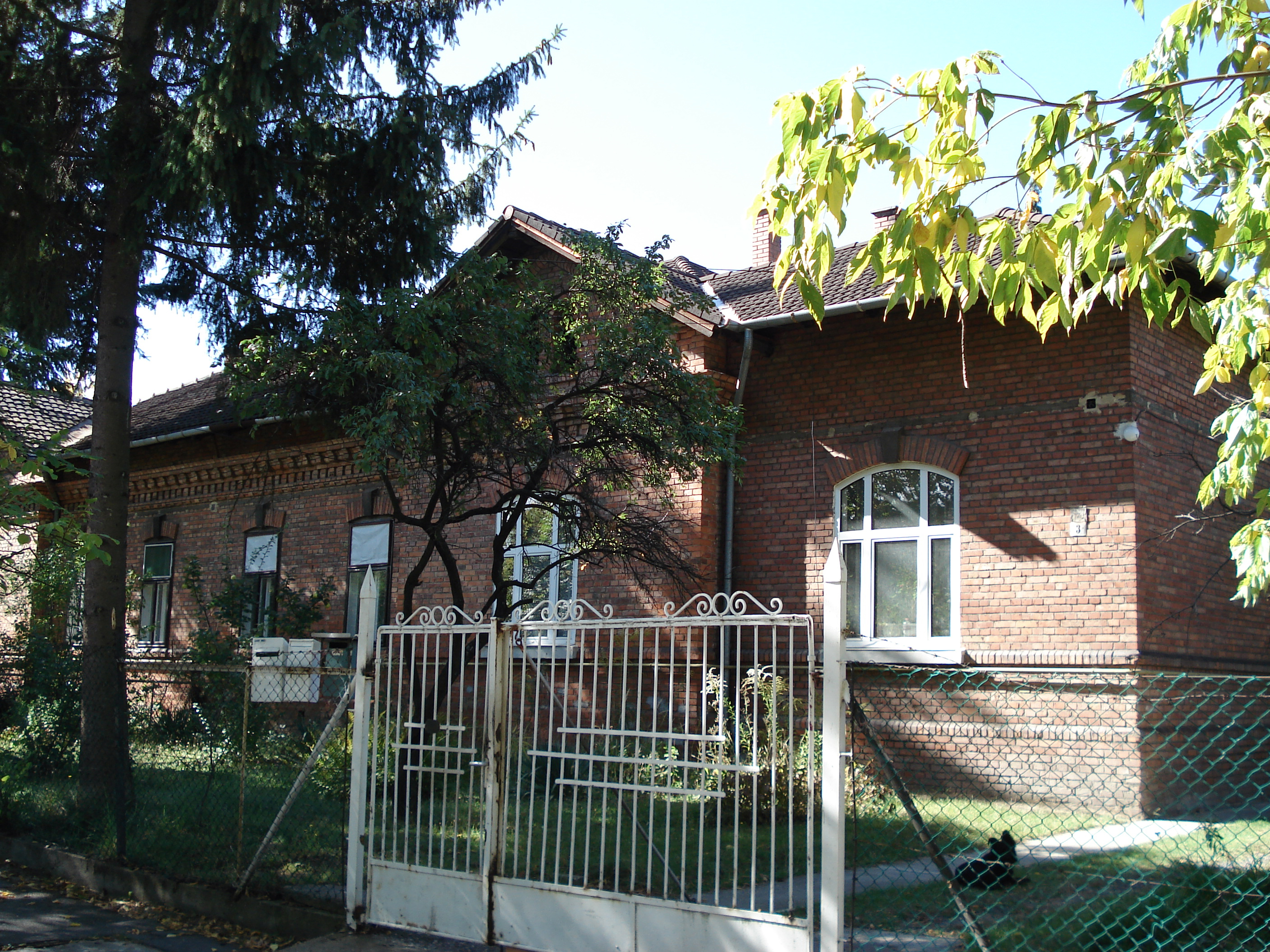
Tiszti lakház, Pléh Sándor utca 3.
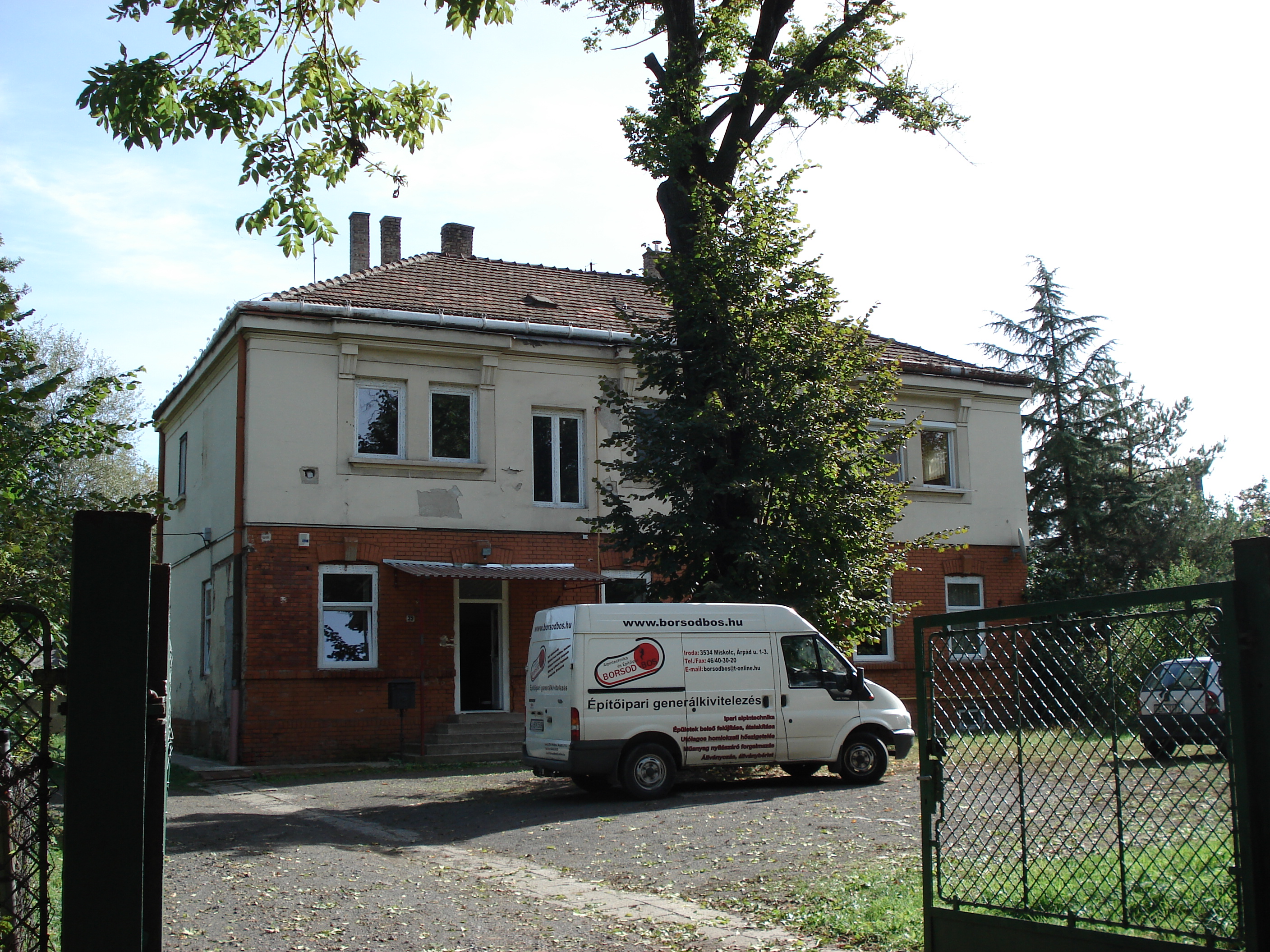
Főtiszti lakóház, Vasgyári út 39.

- Igazgatói lakás. A Vasgyári út 24. szám alatti épület 1889 és 1895 között épült Szvetlik Mátyás tervei szerint. Homlokzata vörös téglás, nyeregtetős kialakítású. A földszintjén előszoba, hét szoba, egy cselédszoba, konyha, kamra, fürdőszoba, WC és két veranda, a tetőtérben újabb három szoba volt. A méretes udvarban melléképület állt (istálló, mosókonyha, vasalószoba, udvaros), és volt veteményes kertje és baromfiudvara is. Az épületben ma egy telefoncég működik.[51]

### Közösségi létesítmények
- Óvoda. Az óvoda 1887-ben épült Szvetlik Mátyás tervei alapján, a mai Kabar utcában áll, a lányiskolával szemben. Az eredetileg vörös téglás ház (mára levakolták) részben földszintes, részben emeletes, aszimmetrikus elrendezésben. A gyereklétszám már az első időkben (1888–1889) 154 fő volt, akikre három óvónő és két dajka felügyelt.[53]
- Fiú- és lányiskola. Az első iskola már a gyáralapítás első évében működött, az ideiglenes irodaház előtt, fából épült „munkáskunyhó”-ban (a mai Ógyár téren). A kezdeti gyereklétszám 60 fő volt, Nagy Gyula volt a tanítójuk. 1871-re a gyermekek száma 193-ra nőtt, így az iskola – a szükséges átalakításokat követően – átköltözött az ideiglenes hivatalházba. Az új fiúiskola 1888-ra készült el a Kabar utcában, az impozáns, emeletes épületet Szvetlik Mátyás tervezte. A lányok egyelőre maradtak a régi helyükön, de 1893-ban új lányiskola épült a Kabar utcában, a mai 6–8. szám alatt. Ez is díszes vörös tégla architektúrát kapott. Közben, 1892-ben vas- és gépipari szakiskola is létesült (a mai Diósgyőr-Vasgyári Szakképző Iskola elődje). A létszámnövekedés miatt a fiúiskola részére átalakították a mai Téglagyári utca 3. szám alatt épült munkáslaktanya északi épületét (majd 1924-ben az iskola megkapta a mellette álló, az előző tükörképe szerint tervezett másik épületet is). A megürült fiúiskolába beköltözött a lányiskola, épületükben pedig tiszti lakásokat rendeztek be.[54]

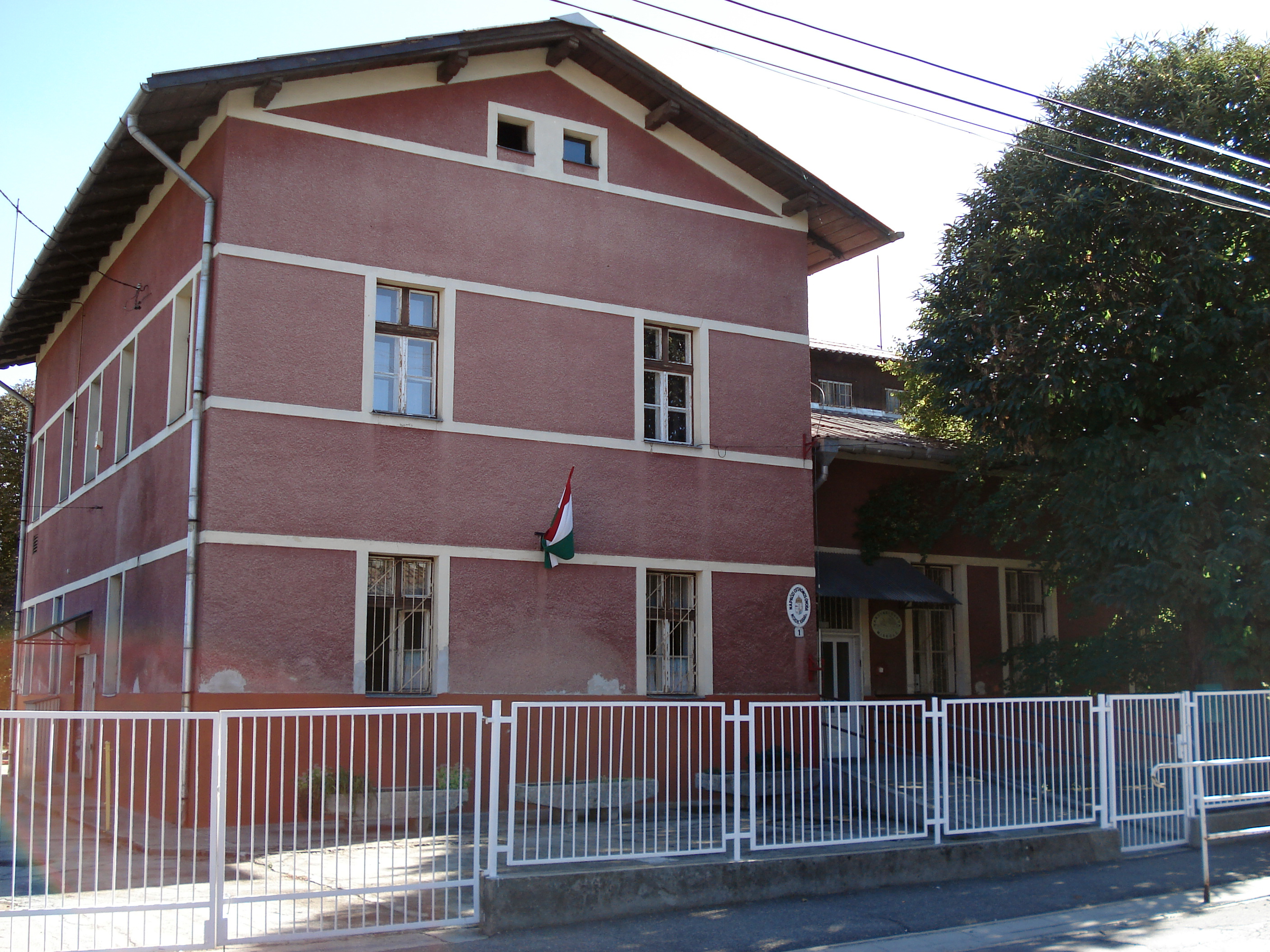
A ma is működő óvoda a Kabar utcában
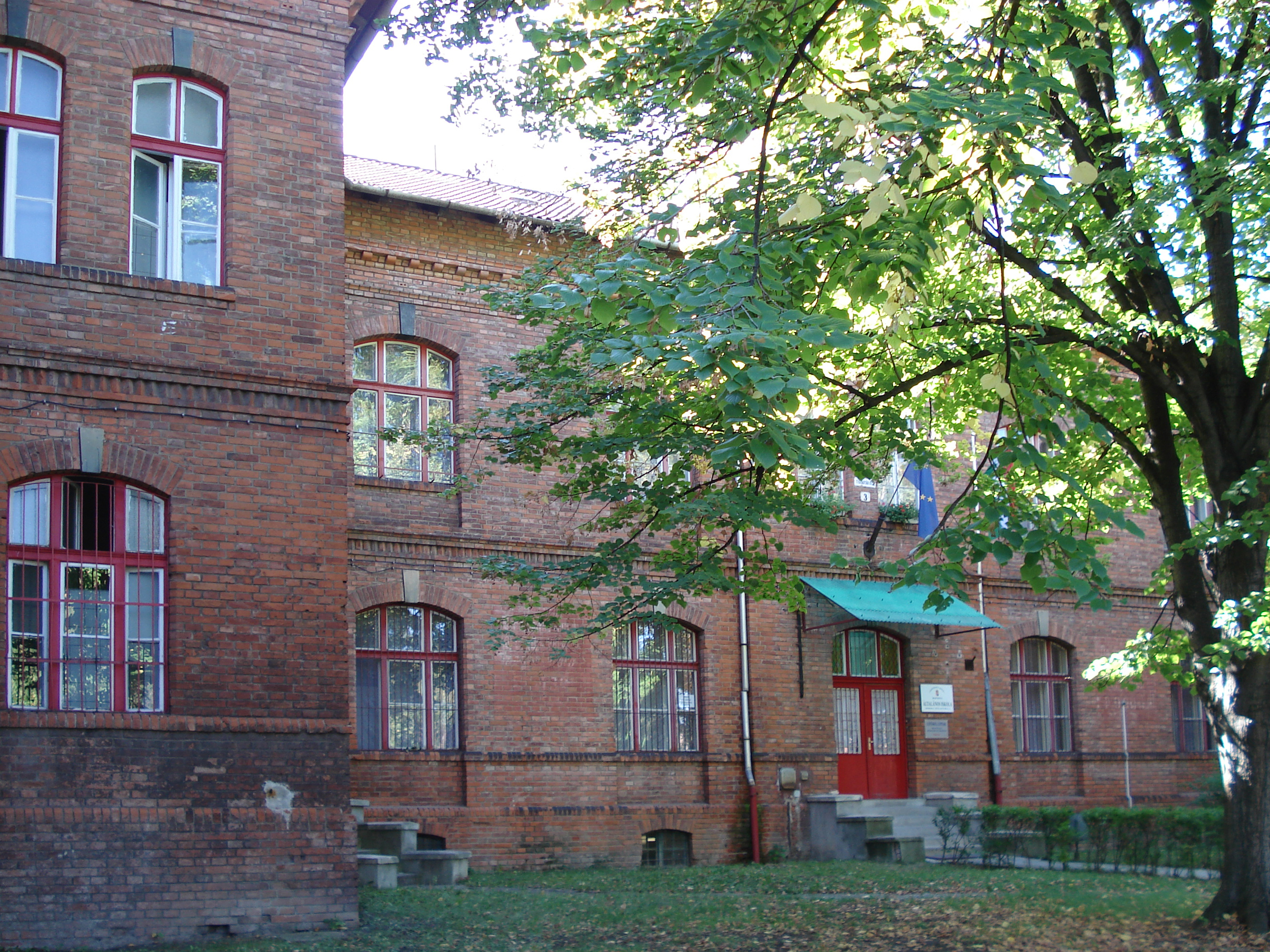
A fiúiskola (ma is általános iskola) északi bejárata
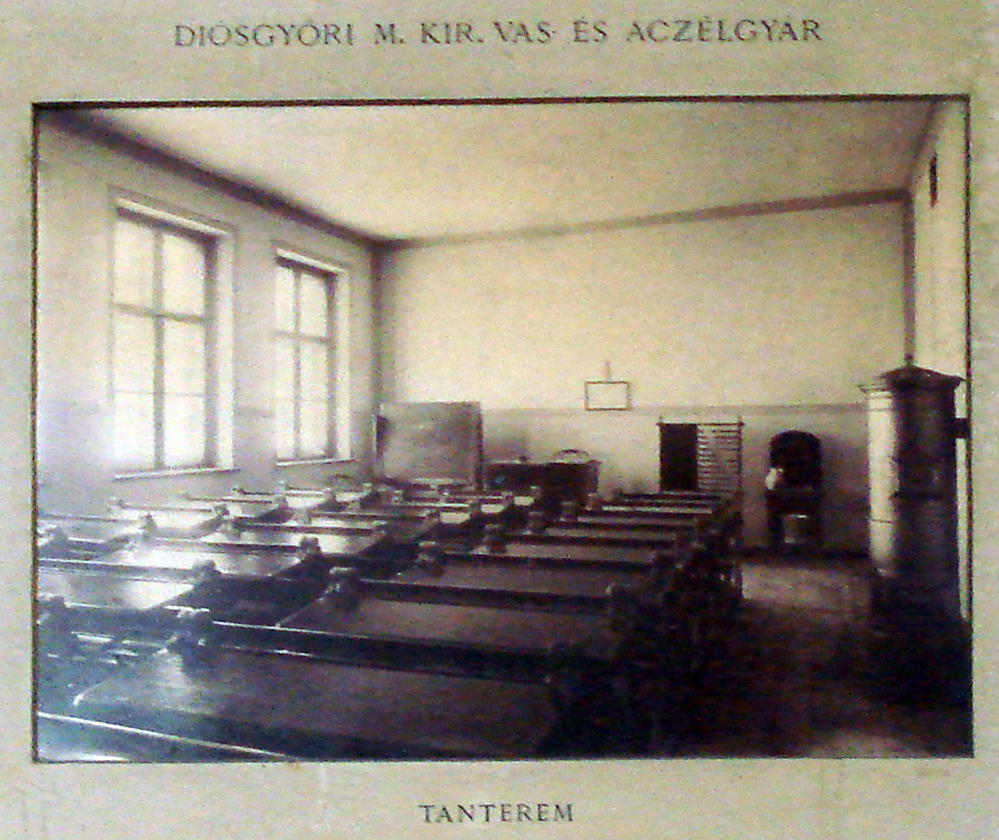
A régi fiúiskola egyik tanterme (1900 előtt)
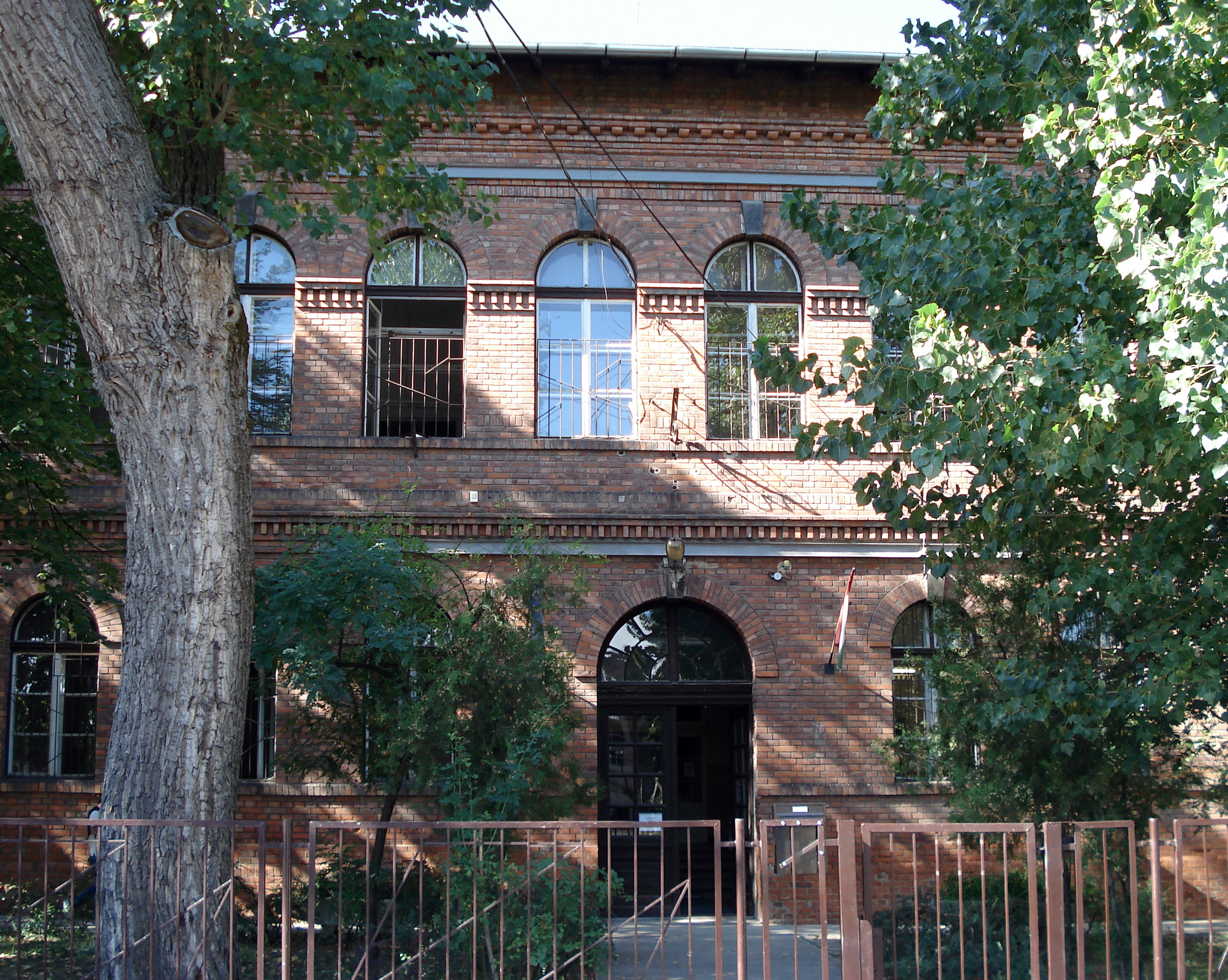
Az egykori lányiskola bejárata

- Kórház. A vasgyári kórház építését 1898-ban kezdték a Kerekdomb aljában, a lakótelep déli szélén (addig az egyik munkásházban működött szükségkórház), és 1901. december 31-én adták át. A kórház korszerűbb volt az alig egy évvel korábban Miskolcon átadott Borsod vármegyei Erzsébet Közkórháznál is. A terveket Soltész Károly készítette. Az első ütemben két épület készült el: egy szimmetrikus elrendezésű, egyemeletes főépület és egy gazdasági épület, amelyeket hídszerkezetre állított üvegezett folyosó kötött össze. A főépület földszintjén a műtő, egy tízágyas betegszoba és kisegítő helyiségek voltak, az emeletre újabb két kórtermet, röntgenszobát, nővérszobákat, fürdőszobákat és WC-ket helyeztek el. A kórház épületei vörös téglából épültek. A későbbi bővítések során 1942-re megépült a szülészet-nőgyógyászat (Schreil Gyula és Veszely Géza tervezte), amely kőburkolatos lábazattal és vakolt falfelületekkel készült. A kórház következő egysége a felvételi épület és nővérotthon volt. A további bővítésekre már a század végén került sor – immár teljesen más építészeti stílusban.[55]
- Gyógyszertár. Az első vasgyári gyógyszertár egy lakóházban működött, Esser Ferenc diósgyőri patikus nyitotta 1887-ben, fiókgyógyszertárként. Az önálló patikát 1900-ban nyitották meg a Lónyay és a Ballagi (akkor Dániel) utcák sarkán. A „Gyógyszertár az angyalhoz” nevű patika terveit Murányi Lajos készítette, a kolónia megszokott vörös téglás stílusában. Vezetője Menner Ottó, majd fia, Menner Ödön volt. Laboratóriumot, mellék- és gazdasági helyiségeket és szolgálati lakást tartalmazott.[56]

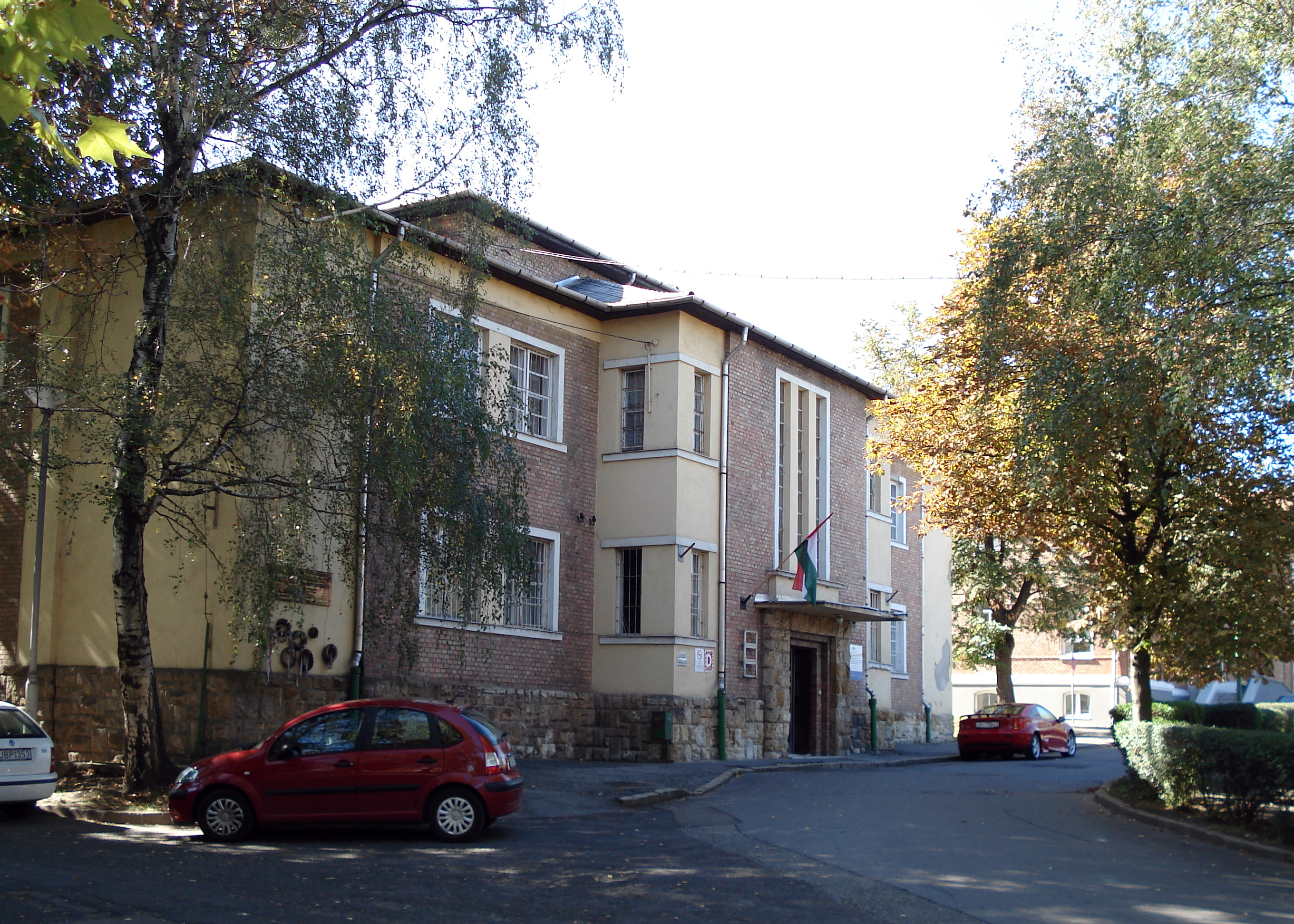
A kórház igazgatói épülete
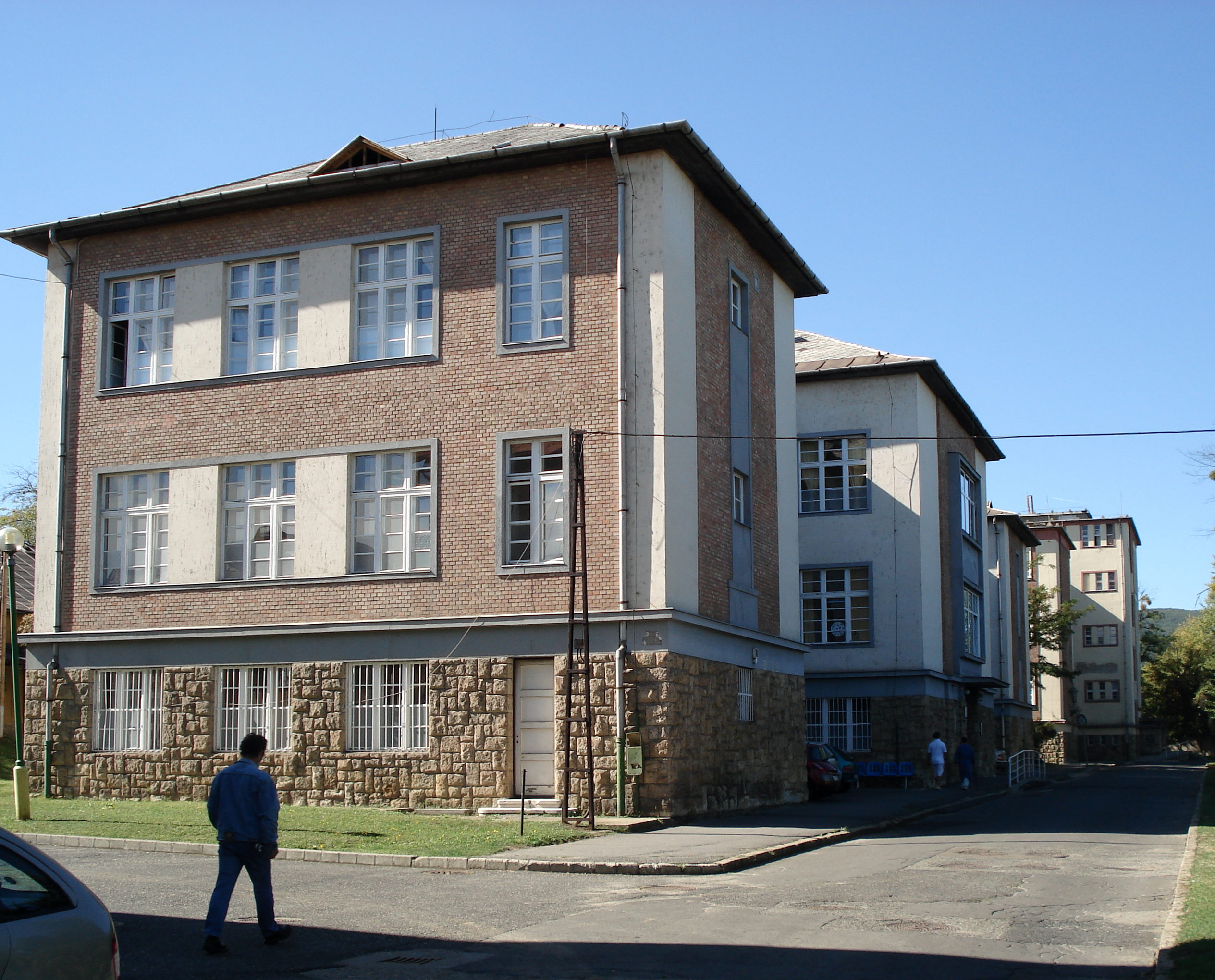
A kórház egyik épülete
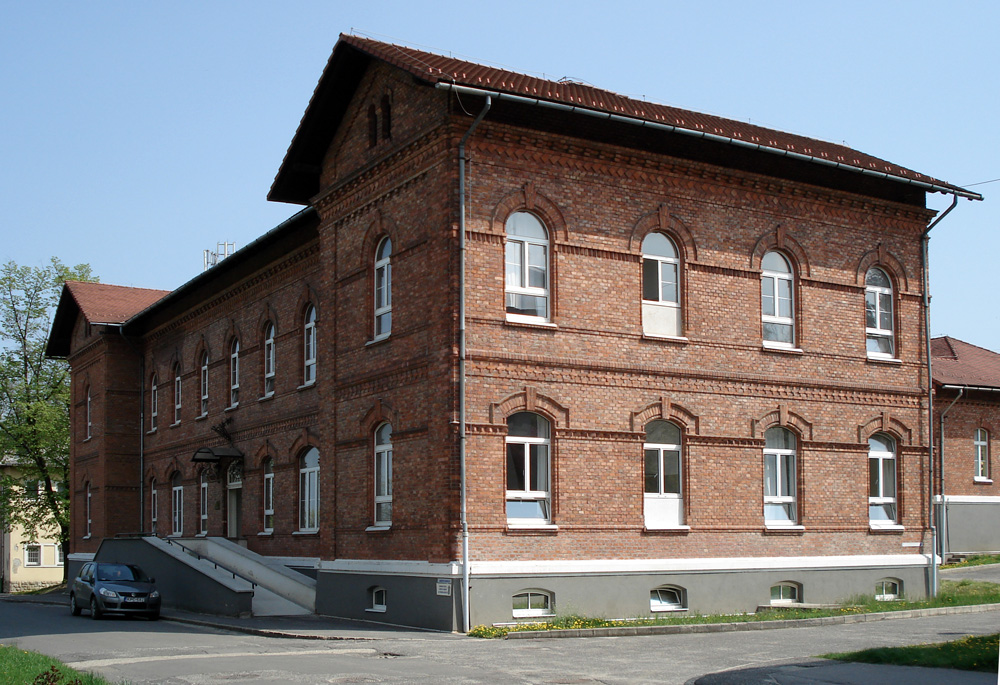
Kórházépület
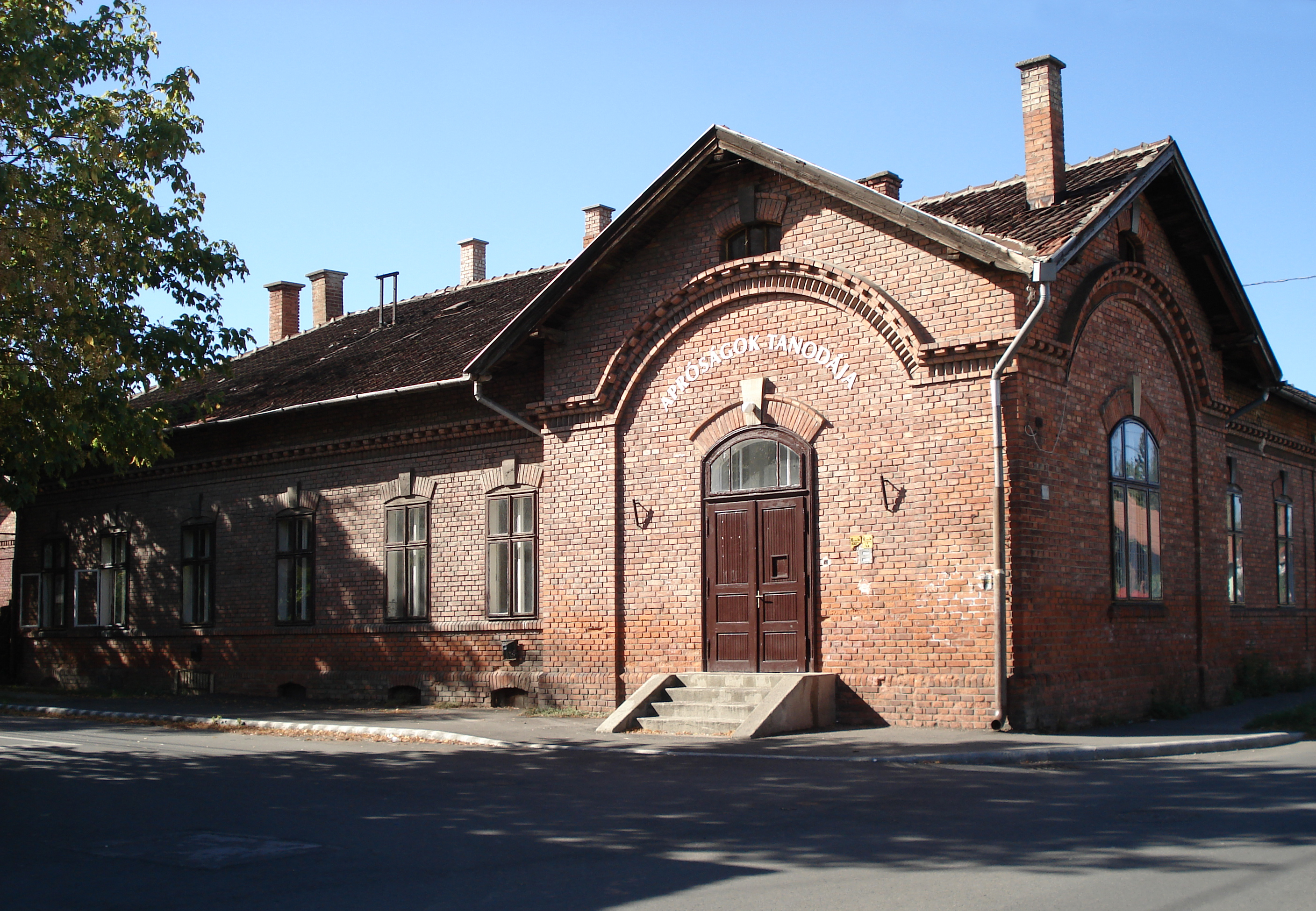
Az egykori gyógyszertár

- Konzum. A gyár vezetése olcsó élelmiszereket és más árucikkeket igyekezett biztosítani a dolgozóknak, ennek érdekében fogyasztási szövetkezetet is működtetett. A kedvező árakat saját működtetésű pékségekkel, vágóhidakkal és húsboltokkal, kertészettel stb. biztosította. Az alapvető élelmiszerek egy részét a dolgozók ingyen kapták. A szövetkezetnek több boltja is volt, de a központi bevásárló centrum az ún. Konzum volt, a mai Ógyár téren. Élelmezési áruda, ruházati bolt, árucsarnok és tejcsarnok (meg egy fodrászat) voltak az egységei. Építésük több ütemben valósult meg, 1909-es kezdettel.[57]
- Vendéglő. A vendéglő az 1871 és 1883 közötti években épült (eredetileg teljesen vörös téglás homlokzattal), miközben több bővítésen, átalakításon esett át. A földszinten három étterem, egy kávéház és egy olvasóterem volt, az emeleten három tisztviselői éttermet, egy dísztermet és egy biliárdszobát helyeztek el. Északi végén – külső hozzáféréssel – cukrászda működött. Kialakítottak egy kerthelyiséget is („Árnyaskert”) nyári ebédlő és esti szórakozóhely céljára, ahol a zenepavilonban a gyári zenekar is gyakran koncertezett. Az épületben ma iskola működik.
A vendéglővel szemben 3000 személyes munkásétterem is épült 1895-ben. Azok a munkások étkeztek itt, akik nem a kolónián laktak, így az egy órai ebédszünetben ott étkezhettek. Ez volt a helyi népnyelv által „Lovarda” néven emlegetett épület, amelyben később mozi működött, sőt a Miskolci Nemzeti Színház 1950-es évek közepén végzett rekonstrukciója idején itt játszott a színház is. 1970-ben lebontották, ma park van a helyén.[57]
- Vendégház. Hosszas előkészületek után 1938–1939-ben épült a kétemeletes, belső udvarral is rendelkező Vendégház, Veszely Géza tervei szerint. Célja a gyár vendégeinek megfelelő színvonalú elszállásolása volt. Az épület az étterem és a munkásétterem szomszédságában épült. Földszintjén közösségi helyiségeket, öt vendégszobát, gondnoki lakást és egyéb kiszolgáló helyiségeket helyeztek el. Az emeleten a vendégszobákon kívül olvasó helyiség, társalgó, kártyaszoba és ebédlő volt. A második emeleten voltak a lakosztályok és a kiemelt színvonalú lakószobák.[58]
- Posta. A kolónia első postája a gyógyszertár helyén működött 1870-től, első postamestere Henzler István volt. 1899-ben, az átelleni sarkon új posta és távírda épült, amelyben szolgálati lakás is volt. Az 1980-as években zárt be.[59]
- Szabadság-kert. A nagy területű parkot 1947-ben adták át, játszótér, gyerekpancsoló és fák közötti sétára alkalmas területek voltak benne, sőt 1955-ben szabadtéri színpadot is avattak. Állt itt egy Petőfi Sándor-szobor is. A 2000-es évektől elhagyatott.[60]

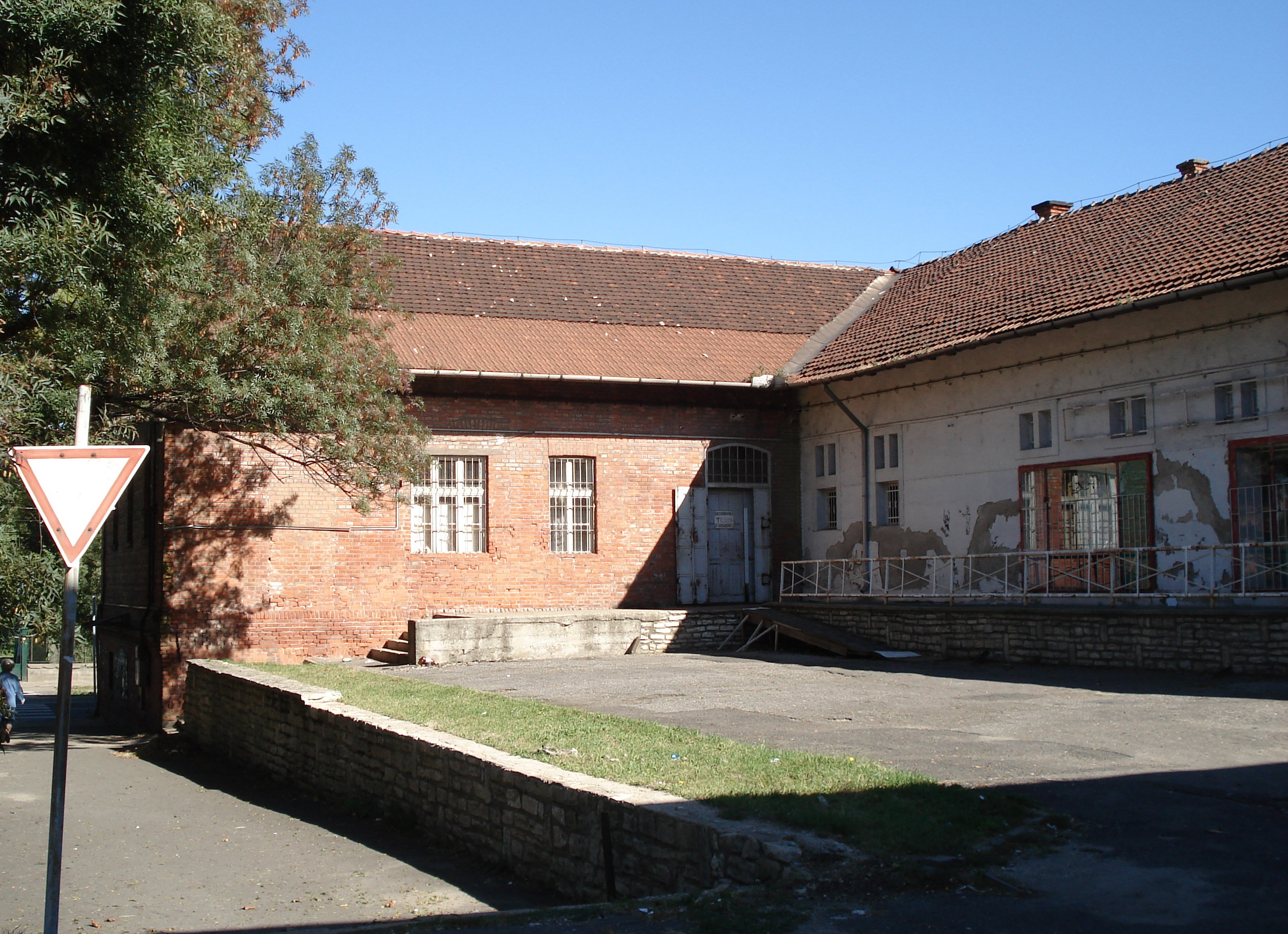
A Konzum bezárt élelmiszerboltja és raktára
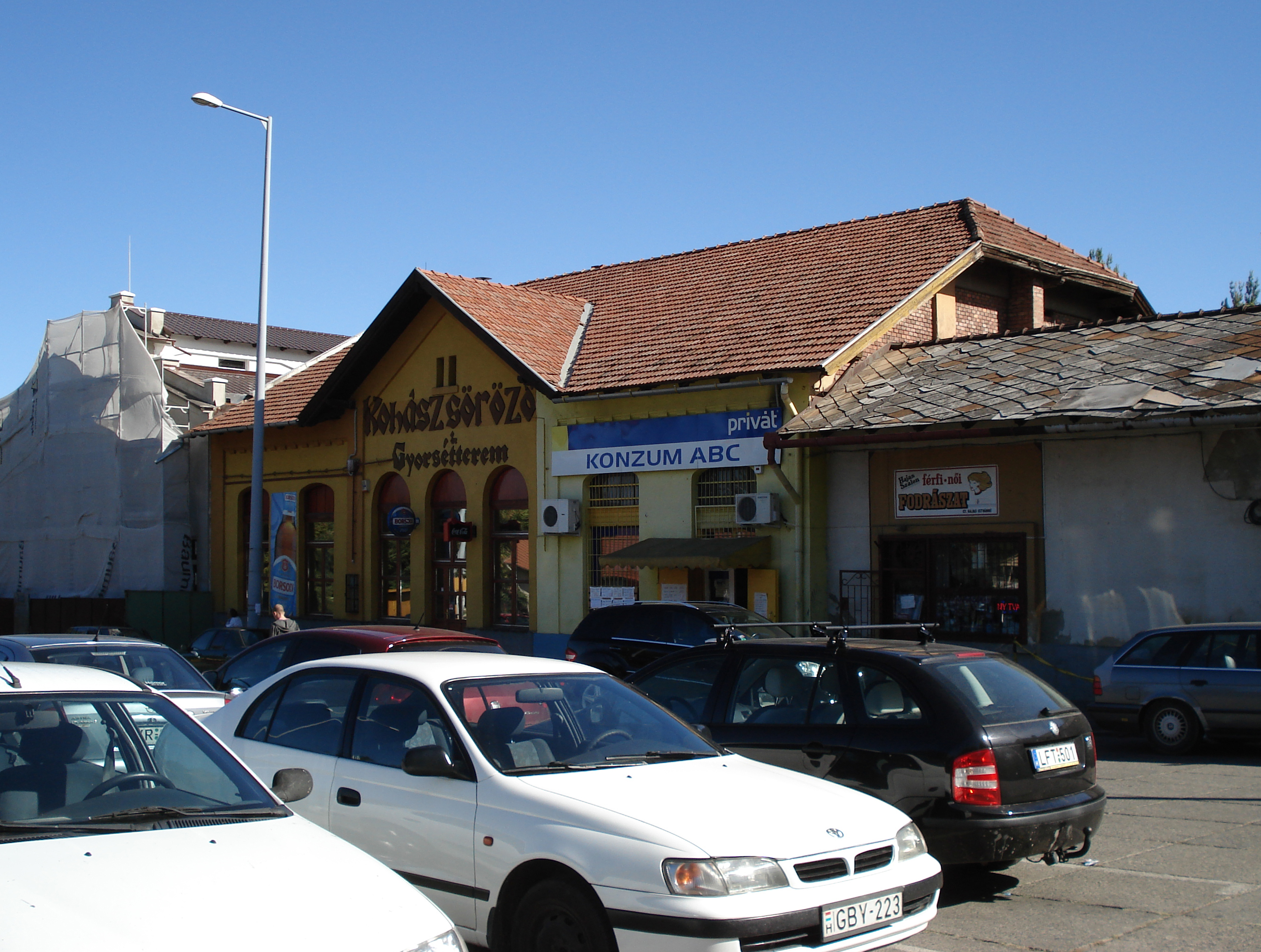
A Konzum épületei az Ógyár téren (a beburkolt épületrész a ruházati bolt)
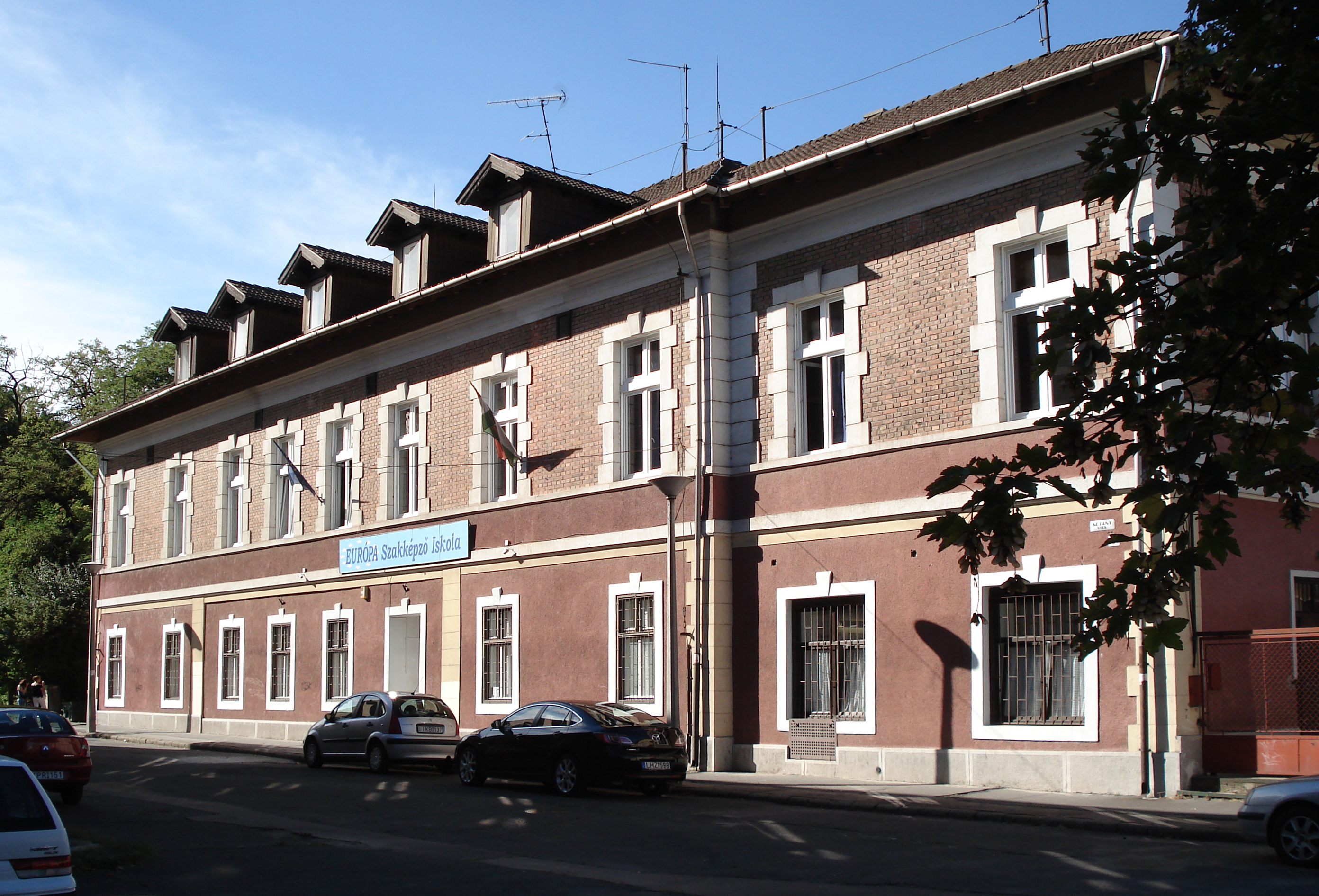
Az étterem épülete, ma iskola
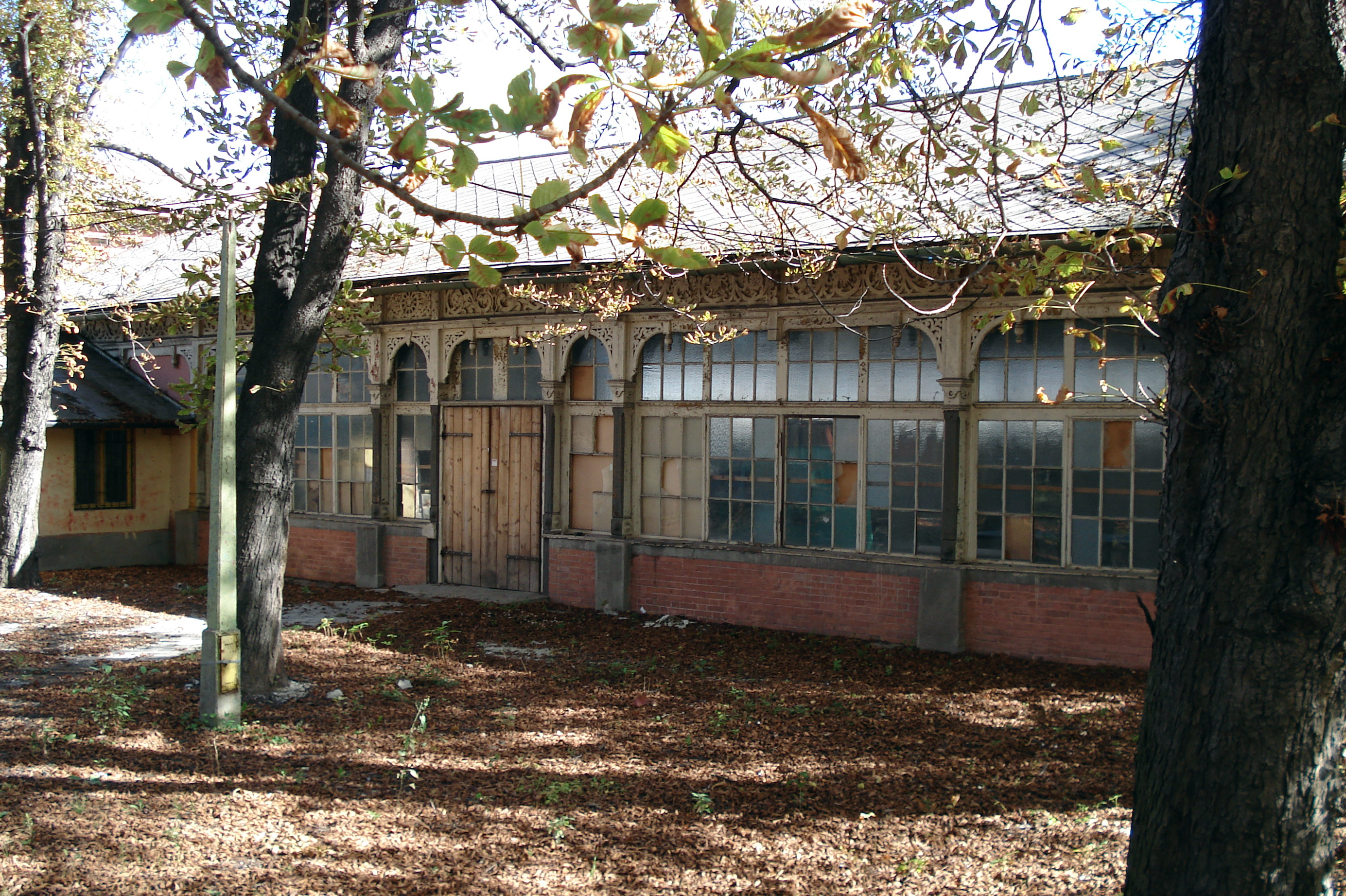
Az elhagyatott Árnyaskert részlete
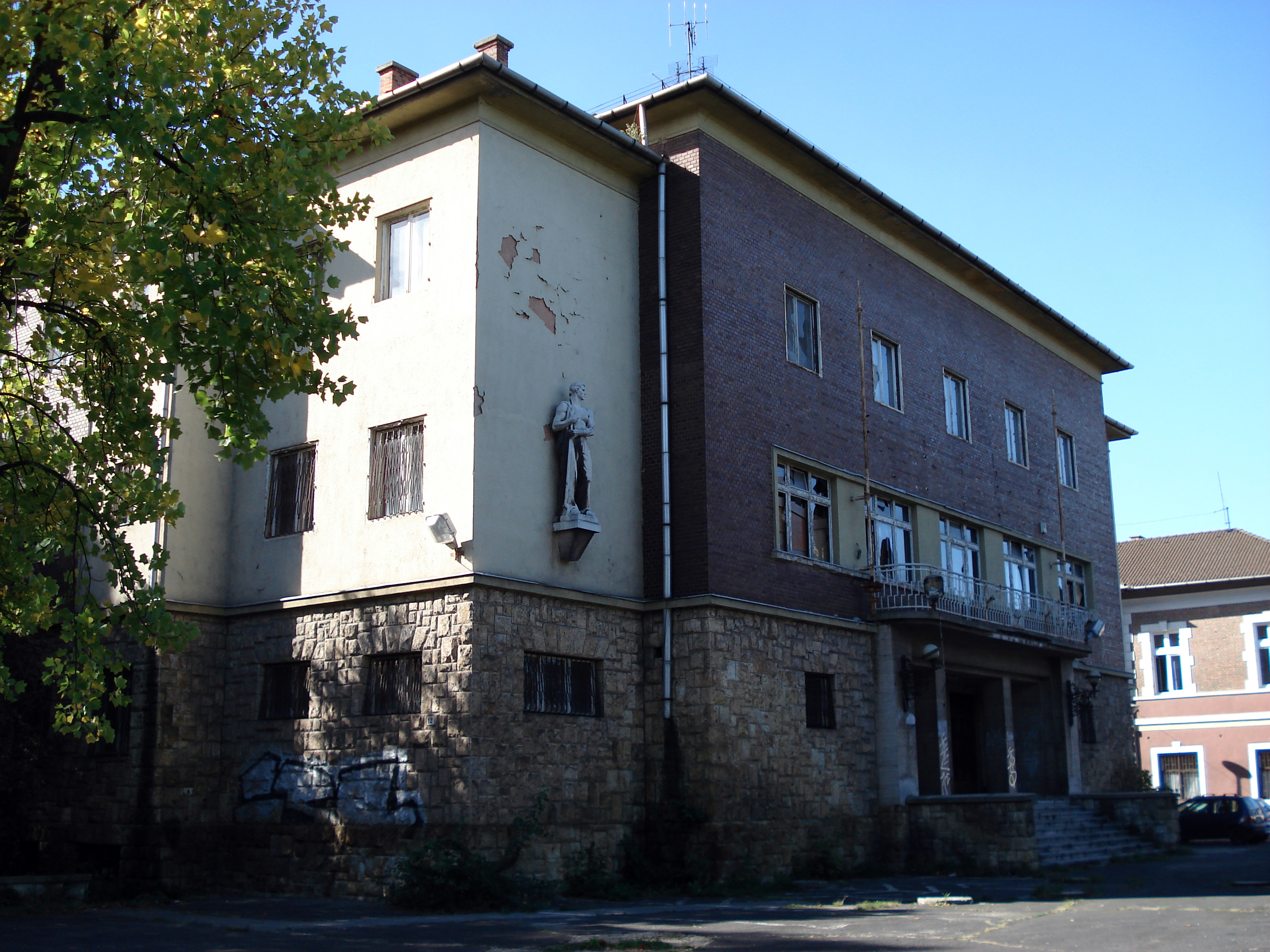
A romló állagú egykori vendégház
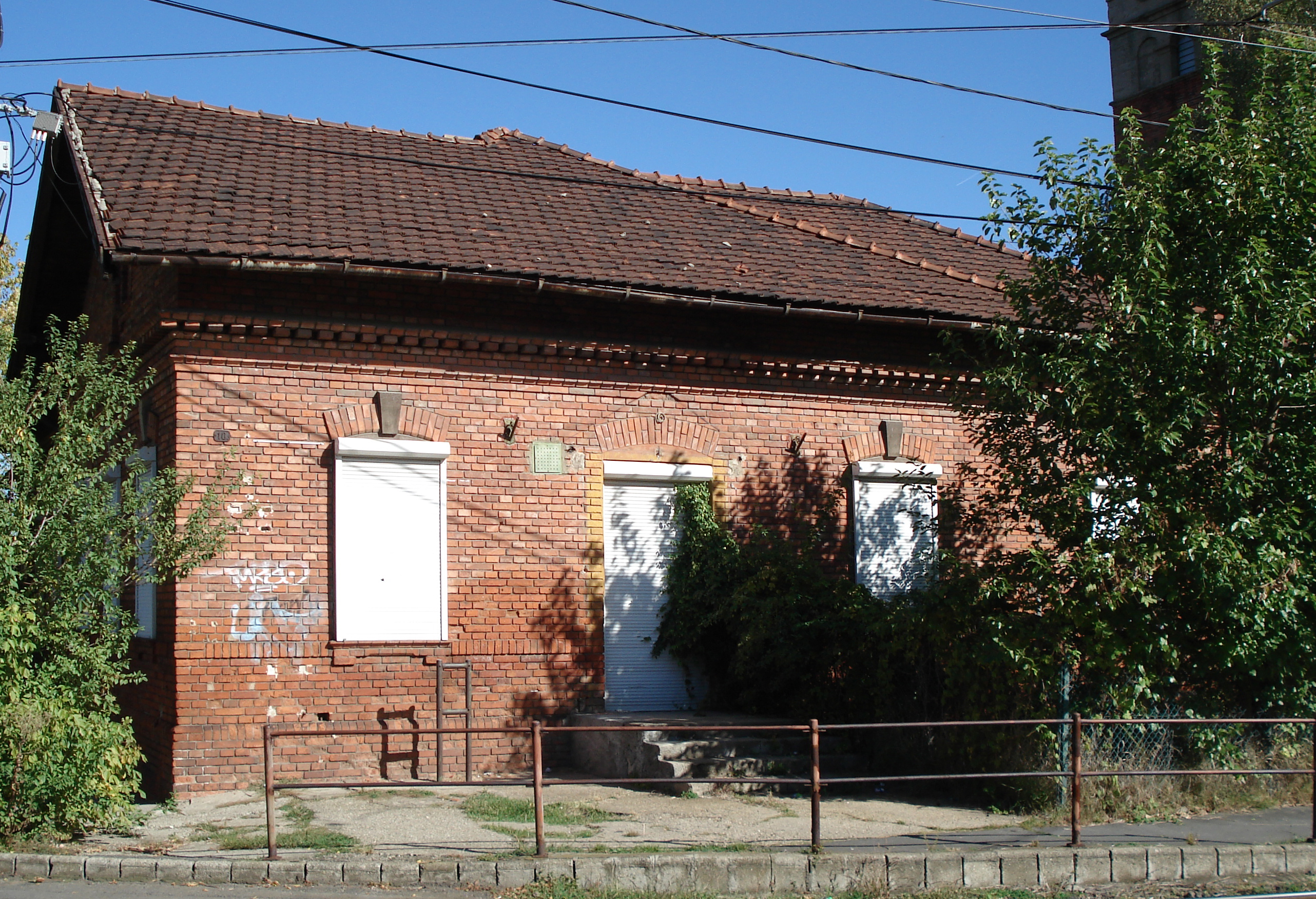
A régi, bezárt postaépület

- Templomok
  - Római katolikus templom. A templomot valószínűleg Murányi Lajos tervezte, Szvetlik Mátyás vezetésével. Az építkezés 1905 tavaszán kezdődött, felszentelése 1908. október 11-én történt. A templom a Téglagyári utcában található, és jellegzetes vörös téglás kialakításával messziről szembe ötlik. Egyhajós, három boltmezős belső kialakítású, észak-dél tájolású. Építészeti stílusában a román és a gótikus stílus keveredik.[61]
  - Református templom. A vasgyári reformátusok 1908-ban szakadtak le a diósgyőri egyházközségről, és hamarosan templomépítési terveket fogalmaztak meg. Az építkezést ennek ellenére csak 1926-ban tudták megkezdeni, Almási Balogh Loránd terve alapján, és a templomot 1928-ban szentelték fel. A templom a kolónia területének viszonylag a szélén helyezkedik el, a Vasgyári út és a Kiss Ernő út sarka közelében.[62]
  - Evangélikus templom. A kolónia harmadik temploma az 1909-ben önállósodott vasgyári evangélikus egyházközség kezdeményezésére épült, nem kevés, és a reformátusokéhoz hasonló bonyodalmak után. A Sándy Gyula által készített neoromán terv szerinti templom alapkövét 1935 novemberében tették le, és 1938. október 8-án szentelték fel. A vörös tégla borítással készült templom a Lónyay Menyhért utca 8. szám alatt áll.[63]

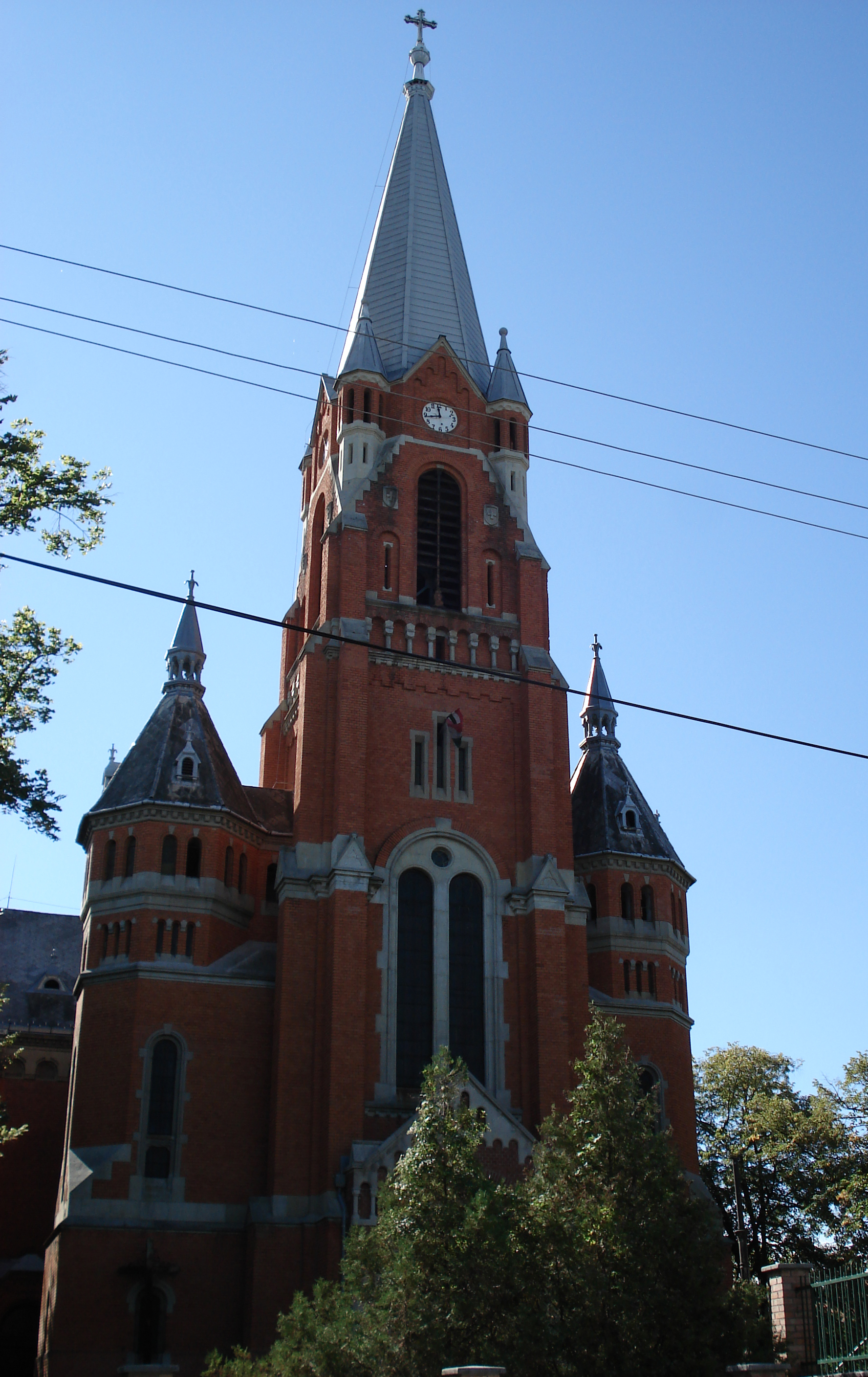
A római katolikus templom
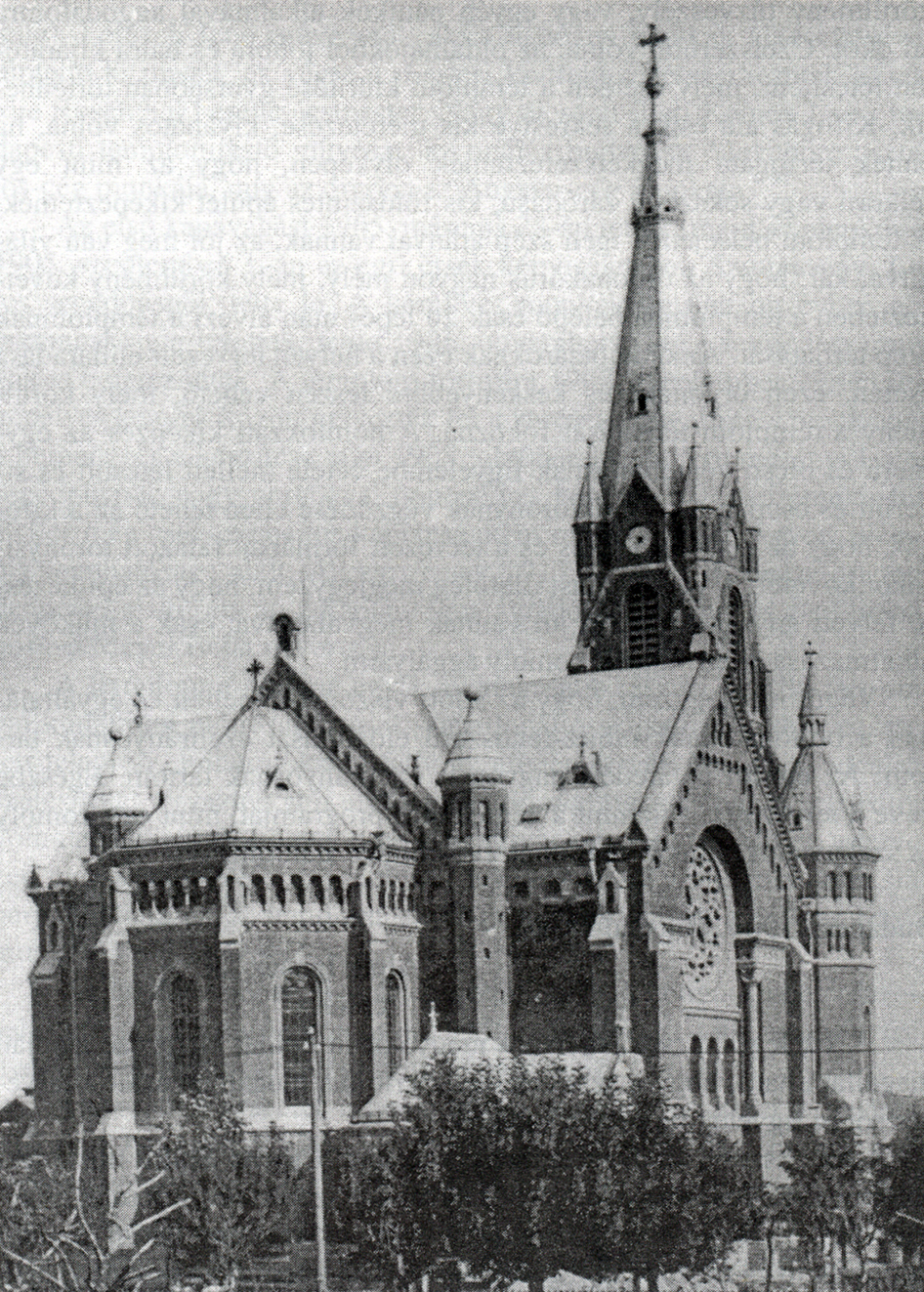
A római katolikus templom 1910 körül
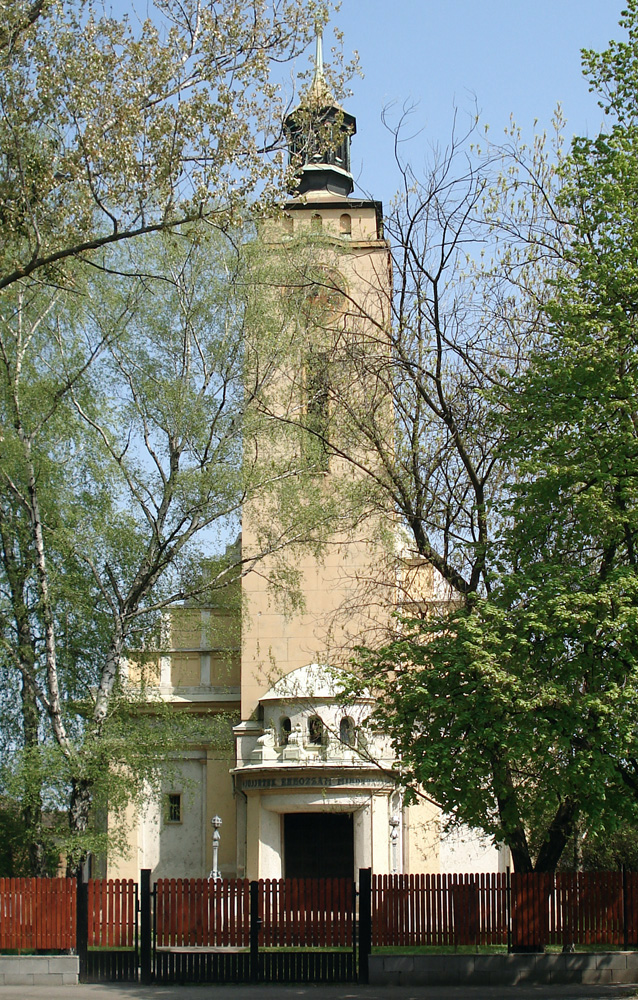
A református templom
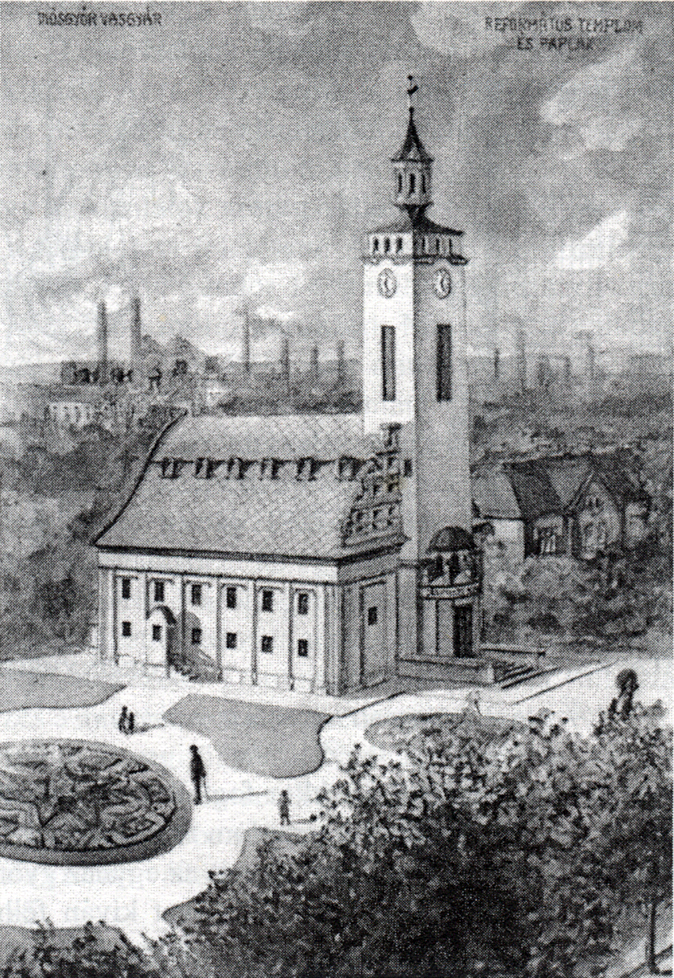
A református templom képeslapon, 1928 körül
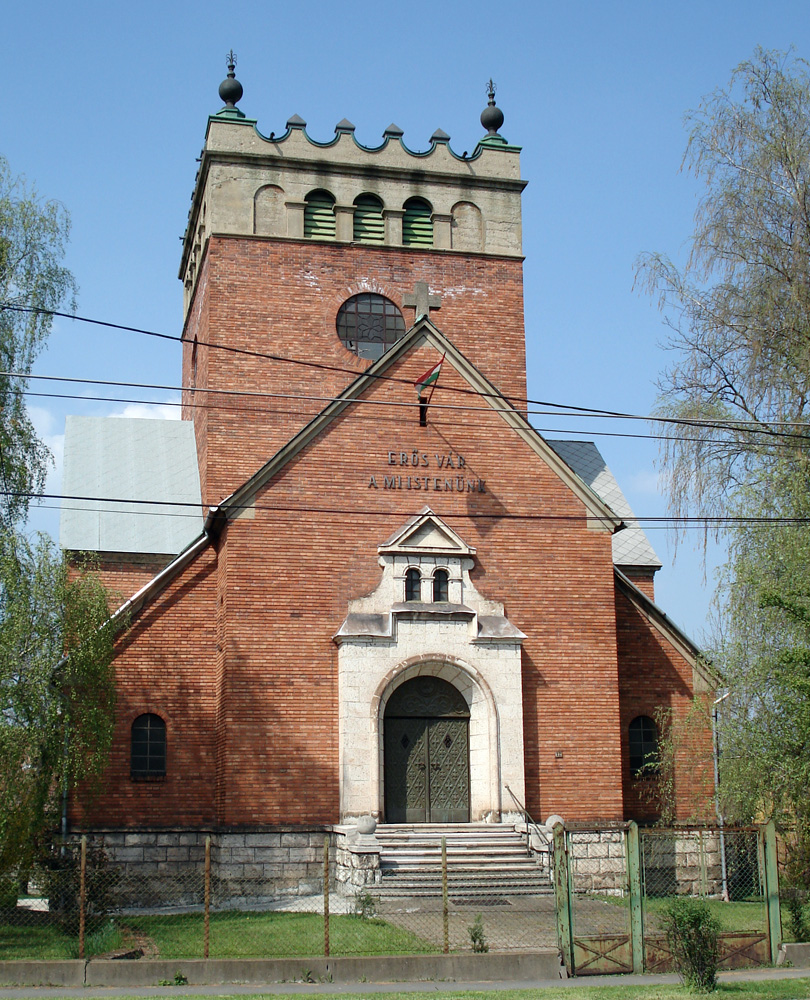
Az evangélikus templom